# Umbrete
Umbrete es un municipio español perteneciente a la provincia de Sevilla, en la comunidad autónoma de Andalucía. Situado en la comarca sevillana del Aljarafe, dentro del área metropolitana de Sevilla, pertenece al partido judicial de Sanlúcar la Mayor. En el año 2016 contaba con 8663 habitantes. Su término municipal, con una extensión de 11,9 km², tiene una densidad de población de 618,91 hab/km². Se encuentra situado a una altitud de 123 m s. n. m., a 15 km de la capital de provincia, Sevilla, y a 75 km de la ciudad de Huelva. Está comunicado con las ciudades de Sevilla y Huelva a través de la autovía A-49.
Existen hallazgos arqueológicos cercanos a Umbrete, como los dólmenes de Valencina de la Concepción, que datan del Neolítico. También hay referencias de las civilizaciones romana, visigoda e hispano-musulmana, que estuvieron implantadas en la zona. La estructura de población se formuló a partir de tiempos de Alfonso X de Castilla el Sabio, que en el siglo XIII donó la alquería de Ombret al Arzobispado de Sevilla. En el siglo XVIII fue construido el palacio arzobispal de Umbrete para la residencia veraniega de los prelados sevillanos. La propiedad de dichas tierras y viviendas pasó a manos públicas a partir de los decretos de desamortización del siglo XIX.
Hasta mediados del siglo XX, Umbrete era una villa eminentemente rural dedicada a la agricultura, con predominancia de la viticultura y los olivares, pero en sus últimas décadas se desarrolló el sector de la construcción y el de servicios centrado en la restauración, duplicándose su población en este período.

## Toponimia
Algunos autores han especulado con la referencia de Claudio Ptolomeo, erudito de Alejandría, a la ciudad turdetana de Osca como base de Umbrete. En la dominación romana, Umbrete fue una villa agrícola romana, cuyas casas de labor estaban enlazadas entre sí por una extensa red de caminos, senderos y cañadas. Es entonces cuando se forjó el topónimo de Umbrete, que se refiere a los sufijos -itum o -etum, predominantes en las fundaciones de la alta Edad Media. También hacen provenir Umbrete, cuya forma antigua era Ombret, de un posible Umbretum latino. Cuando Alfonso X el Sabio cedió el territorio de Ombret al Arzobispado de Sevilla, nombró a la localidad La Mesa del Arzobispo, topónimo que no prosperó.

## Símbolos

Escudo de Umbrete con todos sus ornamentos, incluyendo el lema.

En el pleno municipal celebrado el 15 de junio de 1998, se aprobaron el escudo de armas y la bandera como símbolos de la villa de Umbrete.
- El escudo de Umbrete se define por el siguiente blasón:

«De púrpura, báculo en oro adiestrado de un racimo de uvas de plata y siniestrado de bellota rajada, a la manera de mitra, también de plata, con el dedal hacia abajo. Al timbre corona real cerrada. Debajo, lleva la leyenda Antiqum Archiepiscopale Dominiun que se traduce por Antiguo Dominio Arzobispal.»

Los elementos son de índole eclesiástica. Las uvas remiten al vino empleado en el acto litúrgico de la eucaristía mientras que el báculo y la bellota, diseñada para representar una mitra, aluden a la histórica pertenencia del municipio al dominio arzobispal. La leyenda, elemento ornamental accesorio que completa el conjunto heráldico, está ausente en algunas representaciones.
- La bandera se define por la siguiente descripción:

Tres franjas horizontales, siendo la más ancha la central, de color amarillo y púrpura las franjas exteriores.

## Gentilicio y mote

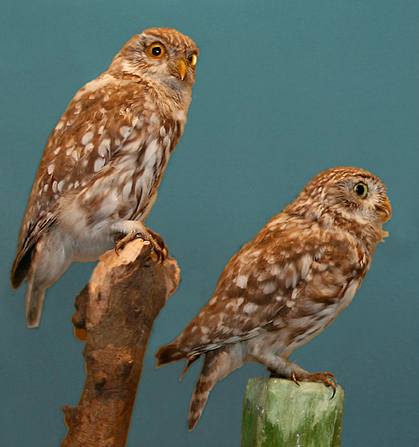
Mochuelo común, símbolo de Umbrete

Los habitantes de Umbrete son denominados con el gentilicio 'umbreteña/ o'. También son conocidos popularmente por el mote 'mochuelas/os' o 'mocholeras/os', de acuerdo con una antigua leyenda que se ha transmitido de generación en generación. Según dicha leyenda, cuando se estaba oficiando una misa, entró por una ventana de la iglesia un mochuelo y las personas que se encontraban allí confundieron aquella ave con el Espíritu Santo, motivo por el cual la siguieron hasta la dehesa de la Lopa, clamándole repetidamente ¡Apósate, Glorioso! La leyenda cuenta que el animal se posó finalmente en una encina y desapareció. A partir de este suceso se estableció una relación sentimental del pueblo con la dehesa de la Lopaz, que aún pertenece al municipio de Umbrete.

## Geografía física y medioambiental
Ubicación y relieve
Umbrete está ubicado a una altitud de 123 m s. n. m. en la comarca del Aljarafe, en la zona occidental de la provincia de Sevilla y próximo a la provincia de Huelva. Dista 14,5 km de la capital, Sevilla. Se puede llegar a Umbrete por la salida 11 de la autovía A-49, que comunica Sevilla y Huelva con el sur de Portugal.
El término municipal de Umbrete está formado por dos territorios no colindantes y tiene una extensión total de 11,9 km², después de la segregación que se produjo en 1994 cuando la Junta de Andalucía ordenó que se integrase en Umbrete una parte de su casco urbano que pertenecía al término municipal de Bollullos de la Mitación.
El territorio del término municipal que contiene el núcleo urbano, representado en las hojas 984 y 983 del Mapa Topográfico Nacional, limita al norte con Espartinas, al este y al sur con Bollullos de la Mitación, al suroeste con Benacazón y al oeste con Sanlúcar la Mayor.
El núcleo de población se encuentra al este del término, junto al límite municipal con Bollullos de la Mitación, dividido de norte a sur por la travesía (urbanismo) de la carretera local A-8059, que comunica Villanueva del Ariscal con la autovía A-49. La plaza de la iglesia centra y distribuye las principales calles del centro urbano. Antiguamente Umbrete poseía tres pequeñas entidades: Lopaz, Aguazul y Aguazulejo, que están despobladas.
|                   | Espartinas               | Espartinas               |
| Sanlúcar la Mayor |                          | Bollullos de la Mitación |
| Benacazón         | Bollullos de la Mitación | Bollullos de la Mitación |

El exclave del término municipal, denominado Dehesa de la Lopa y representado en la hoja 1001 del Mapa Topográfico Nacional, limita al norte con Benacazón, al este con Bollullos de la Mitación y al oeste con Aznalcázar.

## Clima
Umbrete tiene el clima mediterráneo que caracteriza a toda Andalucía, con la singularidad de estar en la plataforma del Aljarafe, donde las variaciones de temperatura son menos acusadas y ligeramente inferiores al resto de la depresión del Guadalquivir, debido a la brisa fresca que surge de la elevación de sus terrenos.
Las precipitaciones tienen un régimen irregular, tanto de carácter interanual como de carácter intraanual. La irregularidad interanual se manifiesta con periodos continuados de varios años muy secos que llegan a provocar sequías y en la irregularidad intraanual destaca la alternancia de meses estivales con precipitaciones escasas o nulas y meses invernales con máximas precipitaciones, llegando a darse lluvias muy intensas e incluso torrenciales. La precipitación media anual está entre 550 y los 700 mm.
La temperatura presenta diferencias importantes entre el día y la noche, con una media anual entre los 15 y los 20 °C. Durante el invierno la temperatura mínima no suele bajar de 0 °C durante más de 5 o 10 días al año, estando la mayor parte del invierno en torno a 5-10 °C. Los veranos son, por lo general, calurosos y secos, con máximas en torno a los 36 °C, pero mínimas frescas, superando ligeramente los 16 °C
Según la clasificación climática de Köppen, el clima de Umbrete es del tipo Csa, correspondiente a un clima templado-cálido de veranos secos y calurosos o clima mediterráneo. Sus principales características vienen marcadas por:
- Clima C: temperatura media en el mes más frío entre –3 y 18 grados Celsius y un índice de Köppen «K» (o relación entre la precipitación media anual y la temperatura media anual) mayor que dos.
- Letra s: presencia de un periodo de sequía veraniega, en el que la cantidad de lluvia del mes más seco es menor a 30 mm.
- Letra a: la temperatura media del mes más cálido es superior a 22 °C, es decir, la correspondiente a veranos calurosos.[16]

## Hidrografía
El accidente geográfico más significativo relativo a la hidrografía de Umbrete lo constituye el arroyo de Majalberraque o de Majalbarraque, que nace en el término municipal de Espartinas, al norte de Umbrete. El arroyo está prácticamente seco durante todo el año, pero adquiere gran caudal cuando se producen lluvias torrenciales en la cabecera del mismo. El cauce del arroyo discurre hacia el sur del término y al pasar por el pueblo recogía las aguas residuales de la población, pero se eliminó dicho vertido tras ampliar la estación depuradora de aguas residuales de Palomares del Río, que procesa el agua de varios municipios antes de desaguar al Guadalquivir. Tras recorrer varios kilómetros entre viñas y olivares llega al término municipal de Bollullos de la Mitación. A la altura de la hacienda de Monasterejo atraviesa el antiguo camino de Sevilla a Villamanrique. Cerca de su desembocadura, el Majalbarraque recibe las aguas del arroyo que baja de Cuatrovitas. Cuando llega a la Dehesa de Abajo, en el término municipal de Puebla del Río, el arroyo se transforma en laguna. Pasada la Dehesa de Abajo, el Majarbarraque se funde en las marismas mezclando sus aguas con las del Guadiamar hasta encontrar al Guadalquivir.
Cuando se producen lluvias torrenciales en la cabecera del arroyo de Majalbarrraque, adquiere un caudal muy voluminoso, llegando en ocasiones a desbordarse provocando inundaciones en las viviendas próximas a su cauce, al suroeste del casco urbano. Entre 1960 y 2008, las inundaciones más graves ocurridas en Umbrete se produjeron en noviembre de 1983 y afectaron a varias viviendas del casco urbano. Para evitar más inundaciones, en agosto de 2008 se iniciaron los trámites para la canalización de parte del cauce del arroyo a su paso por el municipio.

## Flora y fauna
En la vegetación de la zona predominan de forma mayoritaria olivos de diferentes variedades, de los cuales su producción se dedica casi en exclusiva para aceituna de mesa. Antes había muchas viñas, de las cuales se comercializaba principalmente el mosto que producían que era muy apreciado en la comarca. También existen en menor medida encinas y pinos.
Se pueden contemplar animales de monte, como conejos, liebres y gran variedad de aves.

## Historia

### Edad Antigua
Prehistoria
En la comarca del Aljarafe, a la cual pertenece Umbrete, hubo tribus en el paleolítico que prefirieron habitar los bordes de la meseta, cerca de los ríos Guadalquivir y Guadiamar que la rodean. Eran pueblos nómadas cazadores y recolectores que, con el desarrollo de la agricultura en el neolítico, formaron paulatinamente asentamientos más próximos a los valles fértiles, dando lugar al megalitismo, común en el Mediterráneo occidental y la Europa atlántica. En Valencina de la Concepción, a 16 km de Umbrete por carretera, hay uno de los yacimientos arqueológicos más importantes de Europa, donde se han hallado varios dólmenes y los restos de un poblado de grandes dimensiones, con silos, pozos y otros restos fechados entre el 2500 y el 1500 a. C., en el calcolítico. Algunos de estos restos se guardan en el Museo Arqueológico de Sevilla.
Protohistoria
Tartessos
Tartessos fue una civilización protohistórica muy importante del Bronce Final cuya cultura se desarrolló en el territorio de las actuales provincias de Huelva, Sevilla y Cádiz. La escritura tartésica es una escritura paleohispánica muy similar a la escritura ibérica suroriental pero, a diferencia de esta, que expresa lengua ibérica, la escritura del idioma tartesio no ha sido aún relacionada con ninguna otra. Sobre el origen de las escrituras paleohispánicas no hay consenso: para algunos investigadores su origen está directa y únicamente vinculado al alfabeto fenicio, mientras que para otros en su creación también habría influido el alfabeto griego.
En el Aljarafe, concretamente en el municipio sevillano de Camas, se descubrió el Tesoro de El Carambolo, un conjunto de varias piezas de oro y cerámica de origen tartésico que data de los siglo X a. C. y IX a. C.
Osca turdetana
Entre los años 500 y 206 a. C. estuvieron establecidos en la zona del Aljarafe los turdetanos, parte de los pueblos alóstigos y alontigicelos que se dedicaron al desarrollo de la agricultura en la región. De esta época datan las primeras noticias sobre un asentamiento humano en el territorio actual de Umbrete, llamado Osca. Los restos arqueológicos encontrados correspondientes a esta época se utilizaron para adornar el palacio de la Mitra de Sevilla, otros se llevaron a Itálica, y otros pasaron a la capital para adorno de paseos y jardines públicos.
Umbretum romana
En el año 206 a. C., en el marco de la segunda guerra púnica, Publio Cornelio Escipión, derrotó a los cartagineses en Ilipa Magna (Alcalá del Río), y estableció un contingente de soldados veteranos en Itálica, a pocos kilómetros de Sevilla, y de Umbrete. Dando paso a un nuevo proceso colonizador. Los romanos hacen una división de Hispania que se divide en tres provincias: Bética, Tarraconense y Lusitana.
La primera ciudad romana de la península recibe el nombre de Vicus Italianensis (Itálica). Esta colonia, con categoría de municipio, se hallaba en la orilla derecha del Guadalquivir, a pocos kilómetros de Hispalis, la actual Sevilla. Itálica, localizada en el actual municipio de Santiponce, a pocos kilómetros de Umbrete, sería cuna de los emperadores Adriano y Trajano, y por esta causa, en el centro del que irradiaría todo el proceso romanizador de toda la zona. Los romanos fomentaron en Hispania la explotación de los cultivos de la vid y del olivo. El cultivo de la vid ya era usual antes de la invasión romana. Los romanos llamaron al Aljarafe sevillano “Huerta de Hércules”. En esta época, parece que lo que hoy es Umbrete fue una villa agrícola romana. Aquellas casas de labor de la romanidad estaban enlazadas entre sí por una red extensa de caminos, senderos y cañadas. Los patricios romanos habían conseguido poner en marcha, en grandes extensiones rurales, la olivicultura, la viticultura y la ganadería.

### Edad Media
Alquería musulmana
La conquista musulmana de la península ibérica se produjo con gran rapidez y sin apenas resistencia por parte de la población autóctona, porque los musulmanes fueron respetuosos con los propietarios de las tierras y con la Iglesia, permitiéndoles su organización y privilegios. Los habitantes de los territorios ocupados por las armas tenían que pagar un tributo en concepto de arrendamiento. Durante los cinco siglos de dominación islámica, Sevilla desempeñó un papel político y cultural importante y el nombre de romano de Híspalis se trocó por el de Isbiliya. Las villas romanas del Aljarafe fueron ocupadas por los árabes quienes bautizaron la comarca con el nombre Al-Saraf de donde procede el actual de Aljarafe, que significa, otero y terreno elevado, impulsaron la agricultura con la construcción de acequias y plantación de árboles frutales, viñedos y olivares. Las casas de labor pasaron a convertirse en alquerías islámicas. Los restos arqueológicos hallados en la dehesa de Lópaz certifican la existencia de una alquería en el municipio de Umbrete.
Señorío arzobispal

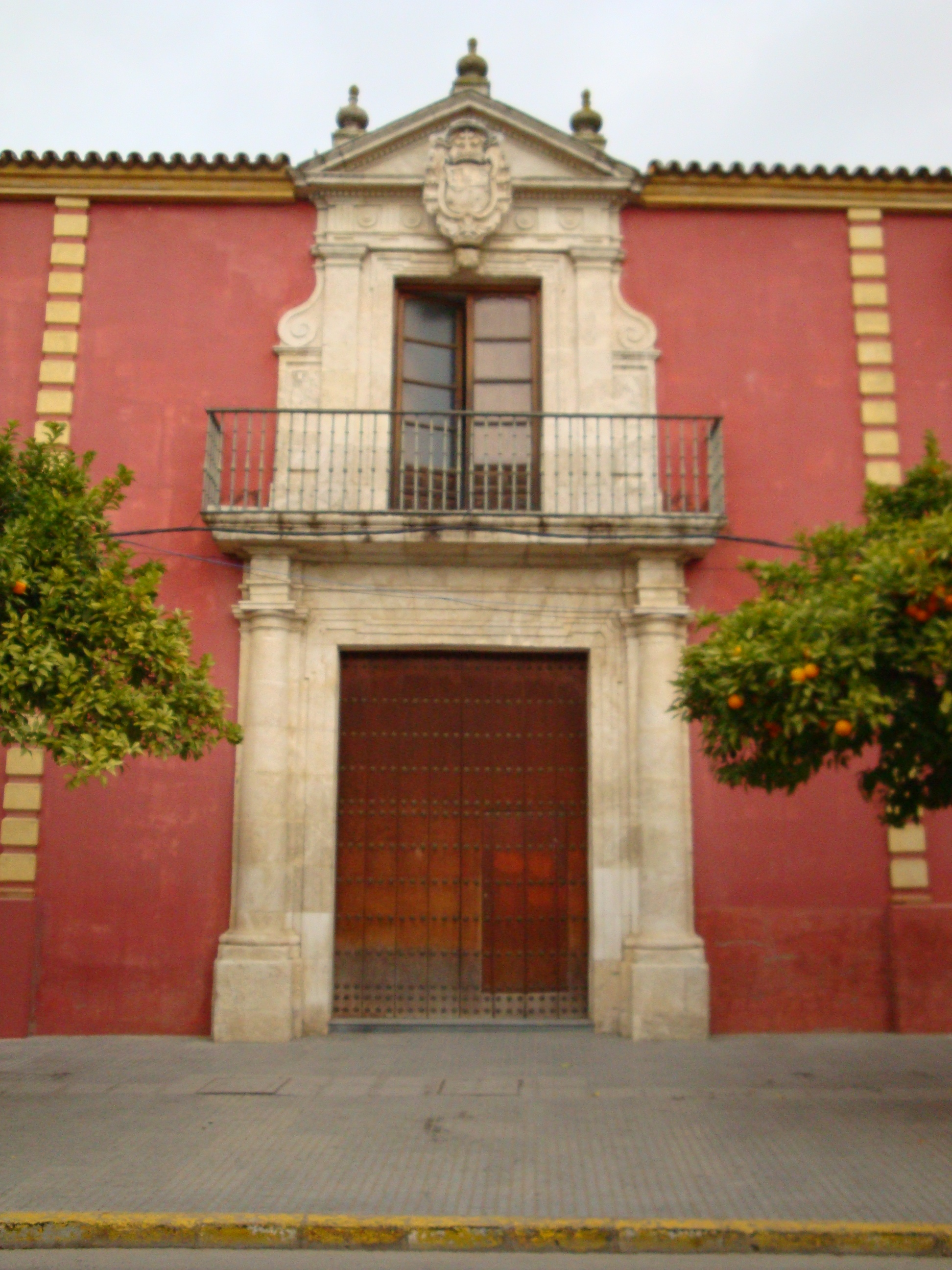
Palacio arzobispal de Umbrete

El origen de la población de Umbrete puede centrarse a partir del momento en que se produce la conquista de Sevilla por parte del rey cristiano Fernando III y se procede a conceder los territorios ocupados de la comarca del Aljarafe. Fue Alfonso X, apodado el Sabio, el que dio el visto bueno para que la mayoría de los municipios sevillanos del Aljarafe se convirtiesen con toda su legalidad, gracias a la política administrativa de las “Cartas Puebla”, documentos fundacionales que serían la piedra angular de las relaciones sociales y económicas. Entre estos asentamientos estaba la alquería musulmana conocida como Ombert. Aquellas casas de labor de la romanidad, enlazadas entre sí por una extensa red de caminos, senderos y cañadas, y convertidas luego en alquerías andalusíes, hicieron de la comarca en el siglo XIII, a muchos de los actuales pueblos y ciudades del Aljarafe. La alquería primitiva de Umbrete se va transformando a partir de la repoblación del siglo XIV, hasta dividirse en tres sectores, definidos por los caminos de enlace con las poblaciones vecinas (Benacazón, Sanlúcar la Mayor y Bollullos.)
Los reyes cristianos se emplearon en repartir la ciudad y su tierra con el fin de crear una población estable y asentada que asegurase la invasión a la manera de otras empresas anteriores de avance realizadas por los castellanos y aragoneses. La Iglesia no podía estar ajena al deseo de dotarla de todo lo necesario para su sustento, contando con el entusiasmo del rey sabio y del arzobispo hispalense don Remondo (como se conocía a Raimundo de Losana.) Así, entre 1253 y 1280, se produce el heredamiento de la Iglesia sevillana y en lo que refiere a Umbrete esta le fue cedida a cambio de 3.000 maravedíes de juro sobre las rentas reales de Tejada, Aznalcázar y Sanlúcar la Mayor:

E dióle el rey a Ombret, a que puso el rey nombre La Mesa del Arzobispo –que no prosperaría- e después dio el rey este heredamiento a la iglesia de Sevilla: Lupas, que había el rey apartado para sus galeas -galeras-, en que había veinte mil pies e diez mil quemados, e por medida de tierra ochocientas e dieciséis arançadas, e que lo ociese el cavildo

La primera carta poblacional la otorga en 1313 el arzobispo Fernando II Gutiérrez Tello, a un total de 12 pobladores cuyos nombres eran: Juan García, Fernando Pérez, Juan Fernández, Andrés Pérez, Diego Jiménez, Mateo Gil, y su hijo Bartolomé, Domingo Yuañes, Domingo Romo, Alvar Pérez, y Álvaro y Martín Pérez Esturián.
Desde entonces y hasta el siglo XIX, la historia de Umbrete quedó ligada al Arzobispado de Sevilla, siendo los sucesivos prelados sevillanos considerados Señores de Umbrete. Durante este periodo sucedieron varias incidencias en Umbrete en cuanto a la relación de los vecinos con los obispos y cardenales de Sevilla. Aún después haber perdido la Iglesia, el vasallaje seguía gozando del privilegio de elegir anualmente los representantes del pueblo que eran seis: alcalde regidor, alguacil mayor, alcalde de la Hermandad, mayordomo de Gobierno y depositario del pósipo de las personas.

### Edad Moderna
La villa de Umbrete posee un conjunto de edificios construidos a lo largo del siglo XVIII, que constituyen un caso singular respecto a otras poblaciones de su entorno. Sin embargo, el deterioro de este conjunto monumental ha sido notable a causa del paso del tiempo, las catástrofes naturales, así como algunas intervenciones realizadas que han sido poco afortunadas. En los últimos tiempos se están realizando trabajos de restauración con el fin de mantenerlos en uso. El conjunto monumental de Umbrete lo constituyen edificios de uso religioso. El primer mecenas de Umbrete fue el arzobispo Luis de Salcedo y Azcona, quien durante su cargo avanzado el siglo XVII, impulsó la construcción de los principales edificios monumentales de la villa, concretamente la iglesia de Nuestra Señora de la Consolación y el palacio arzobispal.

### Edad Contemporánea
Desamortización

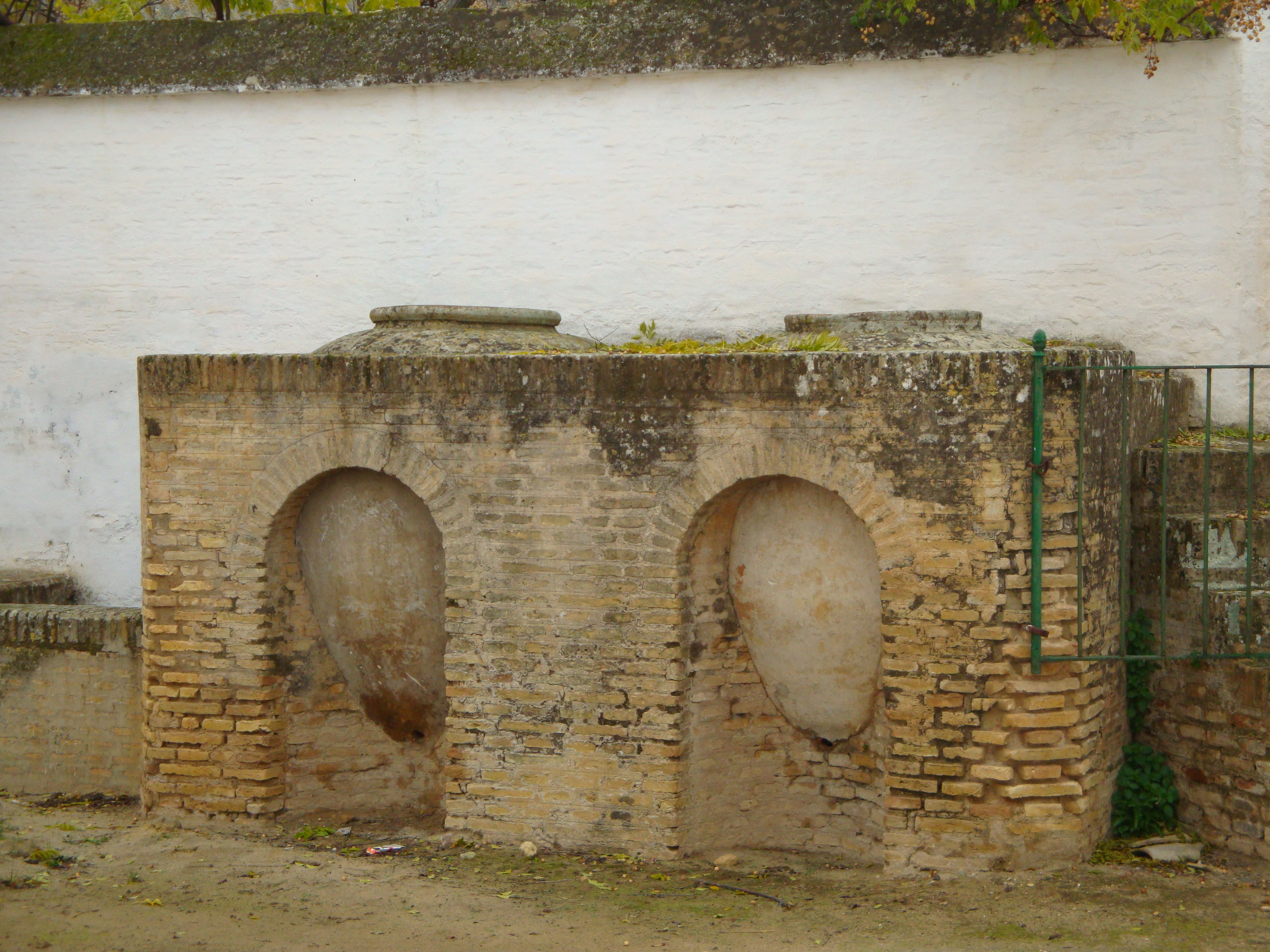
Antiguas tinajas ubicadas en una hacienda de olivar de Umbrete

La desamortización fue un largo proceso histórico-económico iniciado en España a finales del siglo XVIII por Godoy (1798) y cerrado ya muy entrado el siglo XX (16 de diciembre de 1924). Consistió en poner en el mercado, mediante una subasta pública, las tierras y bienes no productivos en poder de las llamadas «manos muertas», casi siempre la Iglesia católica o las órdenes religiosas y territorios nobiliarios, que los habían acumulado como habituales beneficiarias de donaciones, testamentos y abintestatos.
Durante ese proceso el Arzobispado de Sevilla fue vendiendo las tierras que poseía en Umbrete a pequeños propietarios. Durante el siglo XIX se produjo el desmantelamiento de la decoración escultórica de los jardines del palacio episcopal donde las numerosas y valiosas esculturas que había fueron enviadas a Itálica, museos de Sevilla y a manos privadas. En 1844, el Ayuntamiento se incautó del palacio arzobispal, debido al enfrentamiento que había en el pueblo con los obispos de Sevilla que se oponían a la Desamortización. En 1851, el arzobispado recuperó de nuevo la propiedad de palacio, aunque ya no ejercía dominio señorial sobre las tierras de Umbrete. En 1882, el que fue cardenal de Sevilla, Joaquín Lluch y Garriga falleció en el palacio arzobispal cuando se encontraba descansando en el mismo.
La huelga de 1914

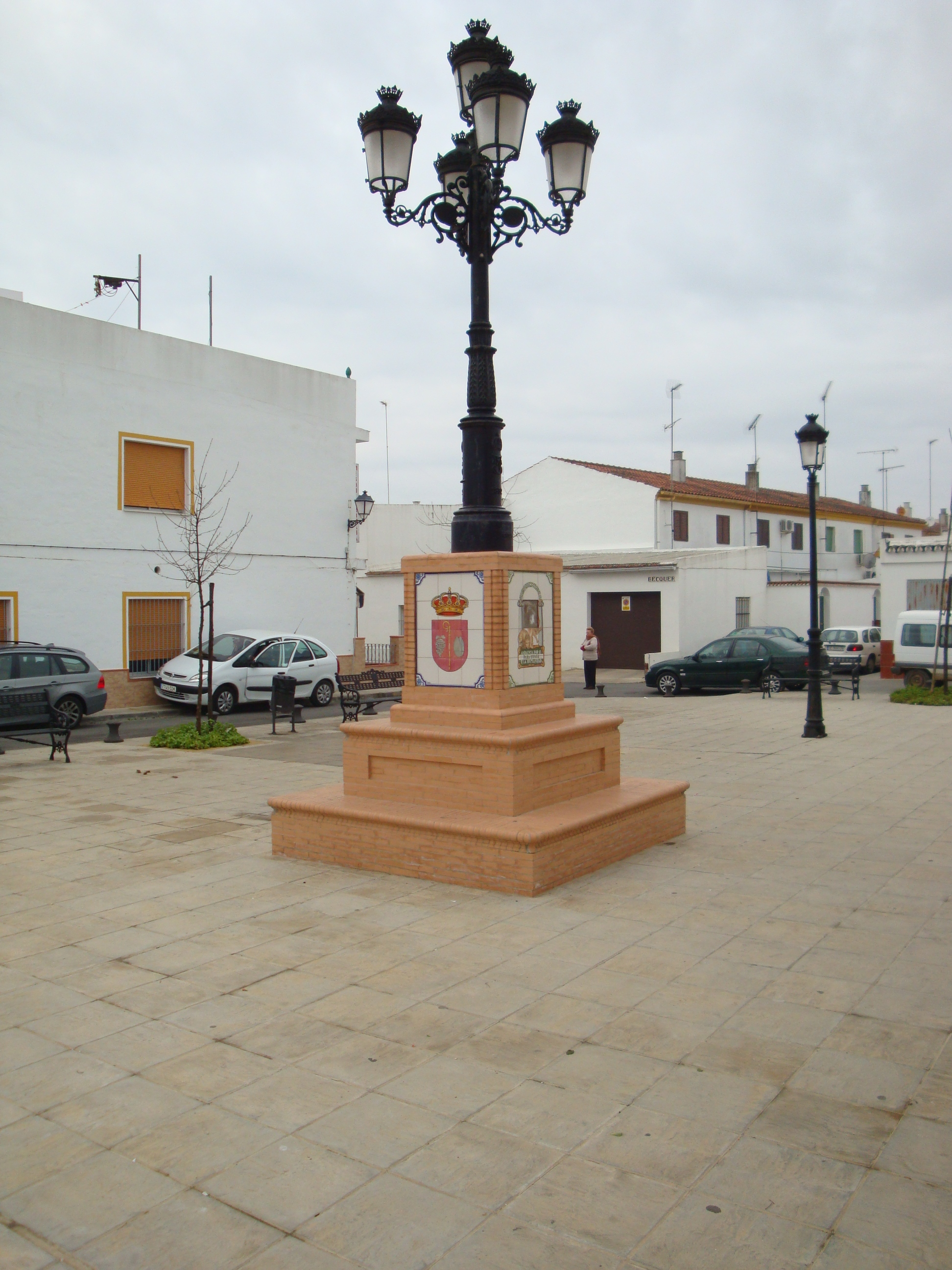
Plaza de Blas Infante en Umbrete

En 1914 se realizó una huelga de jornaleros del campo donde se reivindicaban mejoras salariales y que tuvo mucha repercusión por la dificultad que supuso dar por concluida la huelga que requirió la intermediación del gobernador civil de Sevilla. Los periódicos El Liberal y El Noticiero publicaron crónicas de dicha huelga. Concretamente El Liberal publicó el día 29 de noviembre de 1914 la siguiente crónica.

Esta mañana visitó al gobernador civil una comisión de obreros de Umbrete para darle cuenta del estado de la huelga. El señor González de Junguitu manifestó a los trabajadores que días pasados le había visitado el alcalde de Umbrete, y éste le facilitó los detalles acerca de la cuestión obrera. Los comisionados dieron cuenta al gobernador interino de un hecho ocurrido ayer, y que pudo dar origen a un conflicto, porque las mujeres en huelga tomaron parte en el asunto. Se trata de una agresión que dicen cometieron unos guardias con dos mujeres de las que iban a gestionar de los patronos la solución de la huelga. Una de dichas mujeres resultó lesionada en la ingle, y la otra tuvo desperfectos en la ropa. Las compañeras, al ver aquello, se alborotaron, sin que llegaran las cosas a mayores gracias a que los ánimos se calmaron a tiempo. El gobernador interino procuró enterarse de la verdad de los hechos, para impedir que estos se repitan. Los obreros acerca del aumento que piden en los jornales, manifestaron, en contra de lo dicho al gobernador por el alcalde de Umbrete, que a los trabajadores de Bollullos de la Mitación se les ha abonado lo que ellos piden ahora, o sea, ocho reales a los hombres y cuatro a las mujeres. El señor Junguitu, a quién preguntamos acerca de la entrevista con los obreros, nos manifestó que éstos ya se conformaban con que les aumenten cinco céntimos el jornal; pero que es un medio según parece, para después pedir más. El señor Junguitu prometió a los obreros ver la manera de arreglar este asunto
 El Liberal (29-11-1914)

Segunda República (1931-1936)
Según datos del INE, el censo del municipio en 1930 era de 2503 habitantes, siendo la actividad principal de los mismos la agricultura. El terreno agrícola estaba repartido en pequeños propietarios, no existiendo en el término municipal ningún latifundio de importancia. La situación social y económica de los umbreteños por esa época es de muchas carencias especialmente entre los más desfavorecidos que trabajaban de sol a sol en las labores agrícolas. Existía un índice muy alto de mortalidad infantil, las condiciones higiénicas eran muy escasas y las familias vivían hacinadas en viviendas muy precarias, los niños andaban semidesnudos y descalzos y muchos de ellos estaban sin escolarizar porque desde muy pequeños ayudaban a los padres en busca de algún sustento. Las calles eran la mayoría de tierra y solo unas cuantas empedradas o adoquinadas. Se carecía de luz eléctrica en la mayoría de viviendas.
Las Elecciones municipales del 12 de abril de 1931 no tuvieron una relevancia especial en Umbrete, pero el 27 de abril de 1931 se reunieron los concejales electos y designaron como primer alcalde republicano a Francisco Pérez García, de los primeros acuerdos que se tomaron por la nueva corporación fue que ondease la bandera republicana en el Balcón de la Casa Capitular. El primer día que ondeó la bandera el público se congregó en la plaza de Araceli Silva y la recibió entre grandes aplausos. En las elecciones de abril se denunciaron diversas irregularidades y se repitieron las elecciones el 31 de mayo siendo elegido alcalde en esta ocasión Manuel Osuna Rodríguez de Mendoza. La nueva corporación empezó a tomar acuerdos en aras de mejorar el nivel cultural de los ciudadanos para lo que se acordó adquirir diversos libros para la futura biblioteca, también se tomaron iniciativas para mejorar la calidad de las viviendas. En la localidad no se registraron conflictos importantes con la Iglesia y las procesiones religiosas se fueron realizando con normalidad a lo largo del periodo republicano. Donde hubo problemas graves fue en el entorno campesino porque los jornaleros exigían con más tesón una mejora en las condiciones laborales y un impulso de la Reforma Agraria, además se habían organizado en poderosas organizaciones agrarias, fruto de esta conflictividad fueron los luctuosos sucesos ocurridos en el mes de abril de 1933.
En el mes de abril de 1933 se produjo un suceso muy trágico y desgraciado en Umbrete, donde hubo un enfrentamiento entre la guardia civil y un grupo de obreros concentrados en la calle Juan de Amores, por motivos de un conflicto laboral existente en la finca de El Cortijuelo de Bollullos de la Mitación.

La disolución de la concentración fue violenta porque la guardia civil utilizó fuego real e hirió mortalmente al joven Antonio Mateos Hidalgo de 19 años y Andrés Molano Merino de 46 años, quienes resultaron heridos por arma de fuego y trasladados a los hospitales fallecieron posteriormente.
 El Liberal 11-04-1933

Las elecciones de febrero de 1936, las gana en Umbrete la coalición de partidos que componen el Frente Popular y es nuevamente elegido alcalde la localidad Manuel Osuna y Rodríguez de Mendoza. Esta Corporación duró solo unos meses, hasta que estalló la Guerra Civil, y tres de ellos fueron asesinados, otros sufrieron largas condenas de cárcel y otros fueron perseguidos y represaliados.
Guerra Civil (1936-1939)
Al estallar la Guerra Civil el 18 de julio de 1936, y siendo la ciudad de Sevilla una donde triunfó el golpe militar, poco tiempo tardaron los militares sublevados en ir conquistando los diversos pueblos del Aljarafe ayudados por los elementos derechistas que había en estas localidades. Umbrete fue sometido el 24 de julio y se evitó por parte de las autoridades republicanas legales que hubiese derramamiento de sangre en la localidad. Los líderes de los partidos políticos y sindicatos locales decidieron ocultarse después de poner en libertad a varios umbreteños que estaban presos por su apoyo a los golpistas. No obstante en los meses siguientes se ejercció una represión criminal contra personas cuyo único delito había sido militar en partidos y sindicatos de izquierda y defender la legalidad republicana.
Durante la Guerra Civil 15 vecinos de Umbrete murieron en el Frente de Guerra y 12 perdieron la vida a consecuencia de la represión en la retaguardia.
Conflicto con Bollullos de la Mitación sobre los límites del término municipal
Cuando se instauró la Democracia y se celebraron las Elecciones municipales de 1979 empezó a fraguarse un conflicto respecto a la delimitación del límite entre los términos municipales colindantes de Umbrete y Bollullos de la Mitación, ya que una parte del casco urbano de Umbrete estaba situada dentro del término de Bollullos, cuyo casco urbano se halla a varios kilómetros del término de Umbrete. El 7 de mayo de 1985 el Ayuntamiento de Umbrete aprobó en un pleno municipal un expediente mediante el cual solicitó al Consejo de Gobierno de la Junta de Andalucía, la segregación de parte del término municipal de Bollullos de la Mitación para su agregación al de Umbrete. Tras varios acuerdos plenarios en ambos ayuntamientos, una vez iniciado un procedimiento por el órgano instructor de la Consejería, la Delegación Provincial de Estadística renovó el padrón, con efectos de 1 de marzo de 1991 y con el fin de regularizar la anomalía que suponía el empadronamiento en el municipio de Umbrete de los vecinos de Umbrete que residían en el término de Bollullos, pasando 1.457 personas de esas Barriadas a ser habitantes de derecho de Bollullos, con las consecuencias económicas perjudiciales para Umbrete e injustamente beneficiosas para Bollullos que ello conllevaba.
El Ayuntamiento de Umbrete, en sesión plenaria de 19 de diciembre de 1991, adoptó un nuevo acuerdo por el que se ratificaba su petición unilateral acordada el 28 de diciembre de 1989, mediante la cual solicitaba que pasaran a ser parte del término de Umbrete únicamente las Barriadas colindantes con su casco urbano. Posteriormente se aportó la documentación necesaria, de donde se dedujo, aparte de la solidez de los argumentos esgrimidos por Umbrete, la antigüedad de los asentamientos umbreteños en el término de Bollullos.
En junio de 1992, la Dirección General de Administración Local y Justicia de la Junta hizo público un informe favorable al expediente, que proponía como más conveniente una alteración con permuta de terrenos. Tras varios meses de réplicas y alegaciones, en abril y mayo de 1993 se mantuvieron varias reuniones entre representantes de ambos municipios y el consejero de gobernación de la Junta, para tratar de lograr dicha permuta de términos municipales de común acuerdo, pero no se llegaron a acuerdos concretos y satisfactorios para ambas partes.
El 26 de noviembre de 1993, la Dirección General de Administración Local y Justicia emitió un informe jurídico favorable a la alteración, pero ceñida estrictamente al casco urbano, con Proyecto de Decreto de Segregación en este sentido que, el día 29, fue objeto de informe favorable por parte del Consejo Andaluz de Municipios y, el 28 de diciembre, del Consejo de Estado. El 1 de febrero de 1994, el Consejo de Gobierno de la Junta de Andalucía aprueba el Decreto 21/1994, de segregación de parte del término municipal de Bollullos de la Mitación para su posterior agregación al de Umbrete.
Mancomunidad de Municipios del Aljarafe
Desde su constitución en 1971, Umbrete pertenece junto con 30 pueblos más a la Mancomunidad de Municipios del Aljarafe, que se creó para solucionar la insuficiencia de recursos hidráulicos que había en la comarca y que no permitía a cada pueblo garantizar de forma individual el suministro de agua potable.

La mancomunidad de Municipios del Aljarafe la integran 31 pueblos de la comarca y la Diputación Provincial de Sevilla. La Mancomunidad está regida por una Comisión Gestora y presidida por el Presidente de la Diputación Provincial, un concejal representante de cada uno de los municipios mancomunados, designado por el respectivo Ayuntamiento para dicho fin, y un miembro más de la Corporación Provincial. El objetivo primordial de la Mancomunidad es la prestación de los servicios que componen el ciclo integral del agua, es decir, el abastecimiento y el saneamiento de la comarca.

Para llevar a cabo estos objetivos de forma más eficaz se creó en 1981 la empresa pública Aljarafesa, que asumió la gestión del servicio de abastecimiento y en 1989 el de saneamiento, sentando las bases para alcanzar el objetivo de cerrar el ciclo integral del agua. Todos los ayuntamientos están representados en la Junta General de Accionistas de Aljarafesa, al estar formada por los mismos miembros que integran la propia Mancomunidad de Municipios, presidida igualmente por el presidente de la Diputación Provincial de Sevilla, siendo el Consejo de Administración el órgano de dirección, administración y gobierno de la Sociedad.
Accidente pirotécnico
El 27 de abril de 1989 se produjo un trágico accidente que tuvo lugar en el taller de la empresa Pirotecnia Andaluza S.A., que acabó con las vidas del propietario, Blas Trigo Barragán, de 36 años, y de sus hijos Manuel, de doce años de edad, y Francisco, de 16, así como del trabajador Juan Manuel Rodríguez, de 26 años. La fábrica pirotécnica resultó completamente destruida por la explosión. El suceso causó una honda conmoción en la localidad y en la ciudad de Sevilla, porque desde el taller de aquella empresa salieron los fuegos artificiales que pusieron final a la Feria de Abril de Sevilla de ese año. A propuesta del entonces alcalde de Sevilla, Manuel del Valle, se aprobó hacer constar en acta la condolencia de la Corporación hispalense a los familiares de los finados y al propio Ayuntamiento de Umbrete.

## Geografía humana

### Demografía
Cuenta con una población de 9394 habitantes (INE 2024).
| Gráfica de evolución demográfica de Umbrete entre 1842 y 2021                                                         |
| |
| Población de derecho según los censos de población del INE. Población de hecho según los censos de población del INE. |

Desde 1910 hubo una etapa de cierta estabilidad poblacional y en torno a 1950 hubo un descenso significativo de población como consecuencia del éxodo rural. A partir de los años 1980, se inició un incremento considerable de la población debido al desarrollo urbanístico de la comarca del Aljarafe, potenciado por la puesta en funcionamiento de la autovía A-49, que reduce mucho el tiempo de comunicación con Sevilla y Huelva.
Pirámide de la población
Del análisis de la pirámide de población se deduce que se trata de una ciudad con una población mayoritariamente joven, ya que la población menor de 40 años representa el 62,99% mientras que la población mayor de esa edad sólo representa el 37,01%%. Por otra parte la población menor de 20 años representa el 23,74% de la población mientras que la población mayor de 65 años sólo representa el 14,06% de la población. Donde se concentra el mayor porcentaje de población es en el tramo comprendido entre 20-40 años que asciende al 39,25 %, por lo que a medio plazo es previsible un envejecimiento progresivo de la población.
Esta estructura de la población es típica en el régimen demográfico moderno, con una evolución hacia un envejecimiento de la población y una disminución de la natalidad anual. Sin embargo, hay dos peculiaridades en la estructura de la población de Umbrete: el alto porcentaje de población activa entre los 20 y los 40 años; y el repunte de natalidad de niños menores de cinco años como consecuencia del empadronamiento de parejas jóvenes inmigrantes al municipio procedentes de otros lugares de España y de otros países.

### Economía
Los datos que se adjuntan en las tablas de actividad y ocupaciones pueden estar desfasadas debido a la crisis económica que se vive en la actualidad (2009) la actividad laboral, está cambiando de forma negativa con un incremento del paro y la desaparición de muchas empresas.
La actividad económica de Umbrete se basa en una fuerte presencia de pequeñas empresas de menos de cinco trabajadores (364), de 25 empresas de 6 a 19 trabajadores y de 10 empresas de 20 a 49 trabajadores además de contar con un colectivo muy numeroso de trabajadores autónomos. Las principales actividades empresariales (CNAE 93, año 2005) han sido el comercio, la reparación de vehículos, artículos personales y de uso doméstico, las actividades inmobiliarias y la construcción en general. El paro registrado en diciembre de 2007 ascendía a 482 trabajadores.
Agricultura
| Cultivos herbáceos    | Superficie                            | 125 ha                            |
| Cultivos herbáceos    | Principal cultivo herbáceo de regadío | Melón                             |
| Cultivos herbáceos    | Superficie cultivada de algodón       | 15 ha                             |
| Cultivos herbáceos    | Principal cultivo herbáceo de secano  | Cereales de invierno para forraje |
| Cultivos herbáceos    | Superficie cultivada de trigo         | 55 ha                             |
| Cutivos leñosos       | Superficie                            | 835 ha                            |
| Cutivos leñosos       | Principal cultivo leñoso de regadío   | Olivar de aceituna de mesa        |
| Cutivos leñosos       | Superficie de olivar de regadío       | 469 ha                            |
| Cutivos leñosos       | Principal cultivo leñoso de secano    | Olivar de aceituna de mesa        |
| Cutivos leñosos       | Superficie de olivar de secano        | 293 ha                            |
| Tractores registrados | Tractores registrados                 | 15                                |

La agricultura ha sido el primer sector económico del municipio hasta mediados del siglo XX, que ha sido desbancado por los servicios y la construcción. Antiguamente existían grandes extensiones de viñedos y olivares, pero a partir de los años 60, se inició el arranque intensivo de viñedos subvencionados por el Gobierno, los campos sacados al viñedo fueron repoblados de olivos así que en la actualidad (2008) la casi totalidad del terreno cultivable son olivares explotados en parcelas minifundistas. En 2006 había dedicadas a cultivos herbáceos un total de 132 hectáreas y a cultivos leñosos un total de 796. Todavía en las relaciones entre agricultores se sigue utilizando como extensión de una finca la aranzada, que es una unidad agraria de superficie que se utilizaba en algunas partes de España antes de que fuera obligatorio el sistema métrico decimal con valores diferentes en cada zona. La aranzada de Sevilla, equivale a 4755,7799 m².

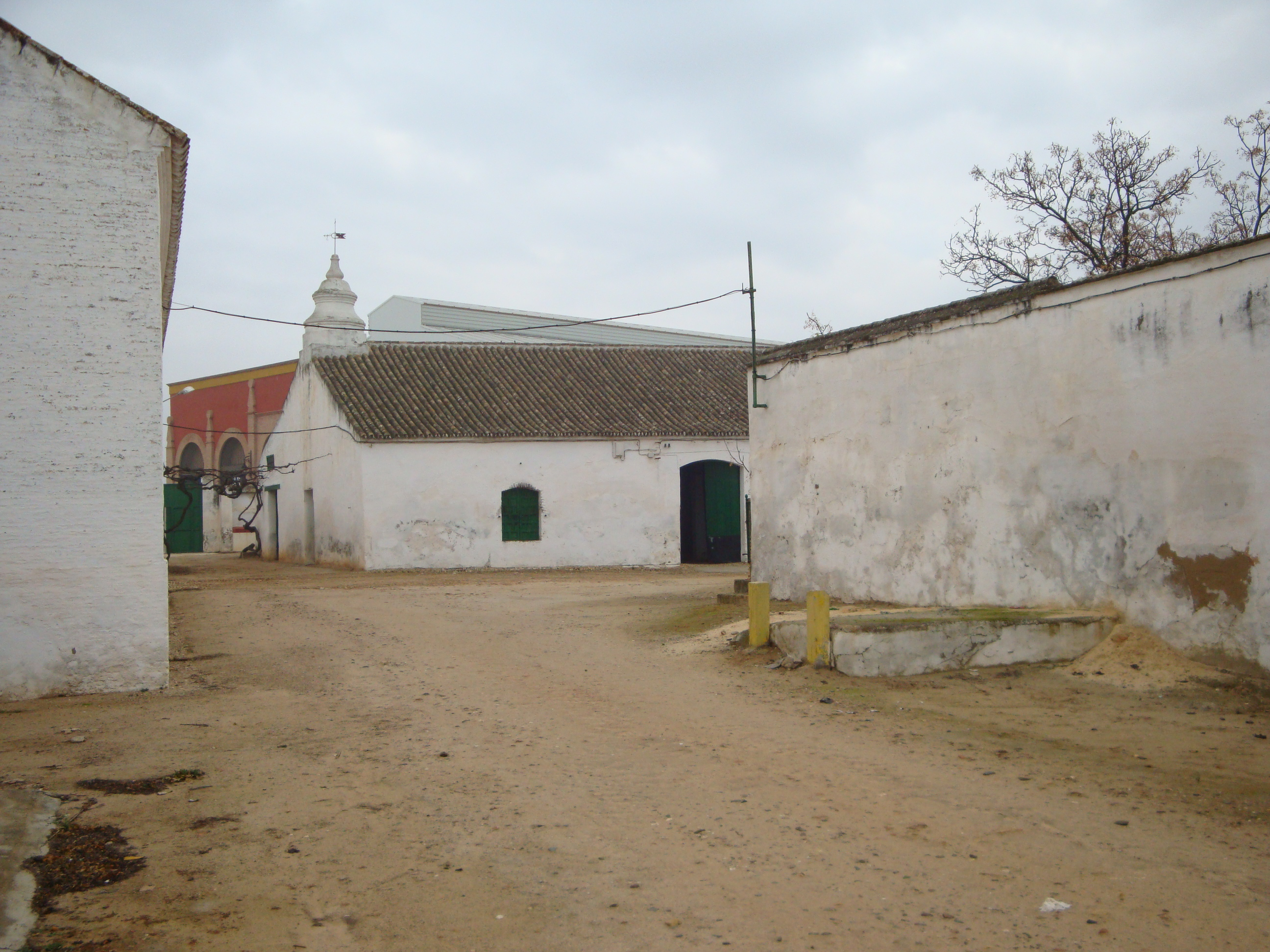
Hacienda de olivar ubicada en el casco urbano de Umbrete

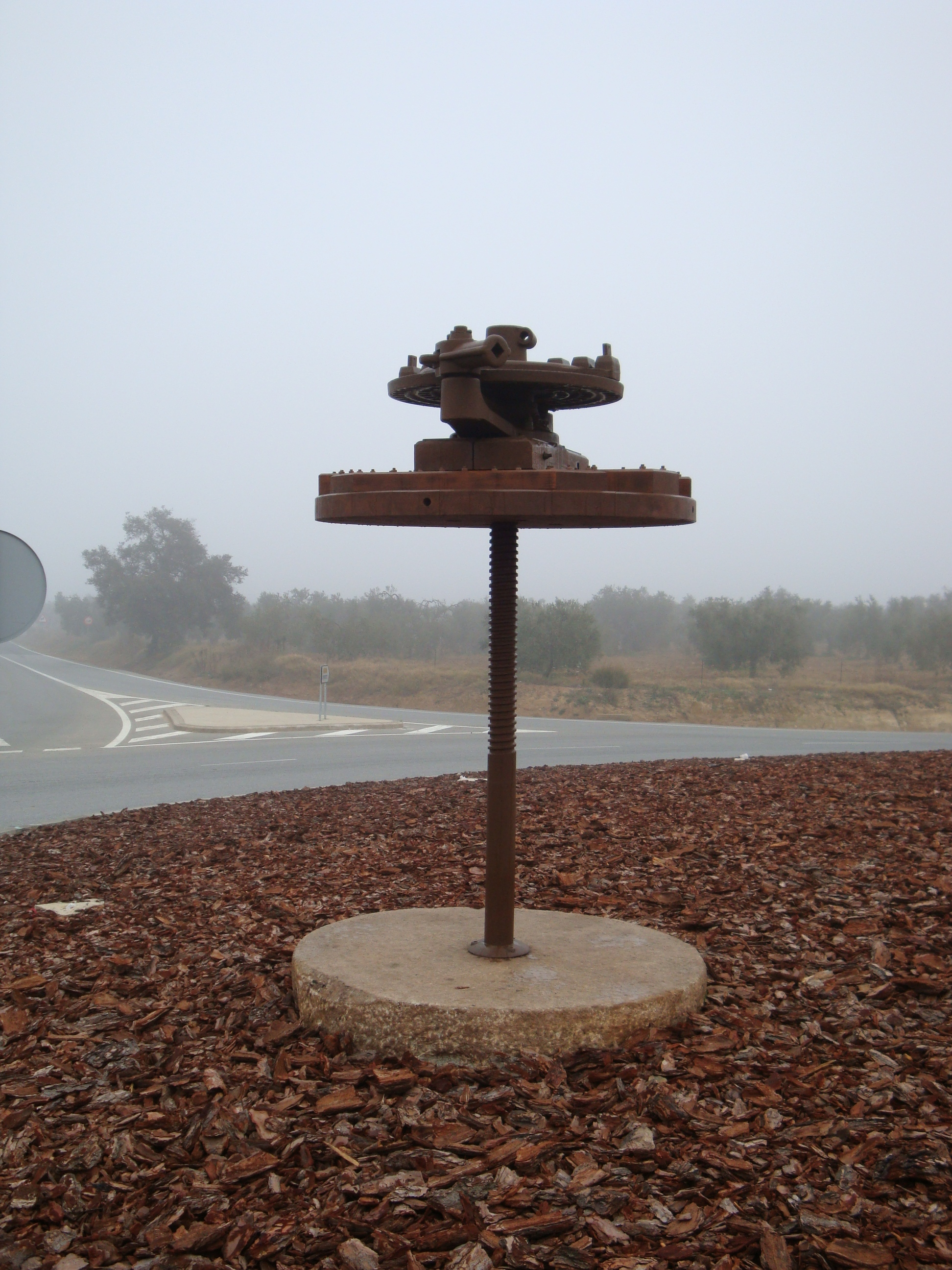
Prensa antigua de mosto

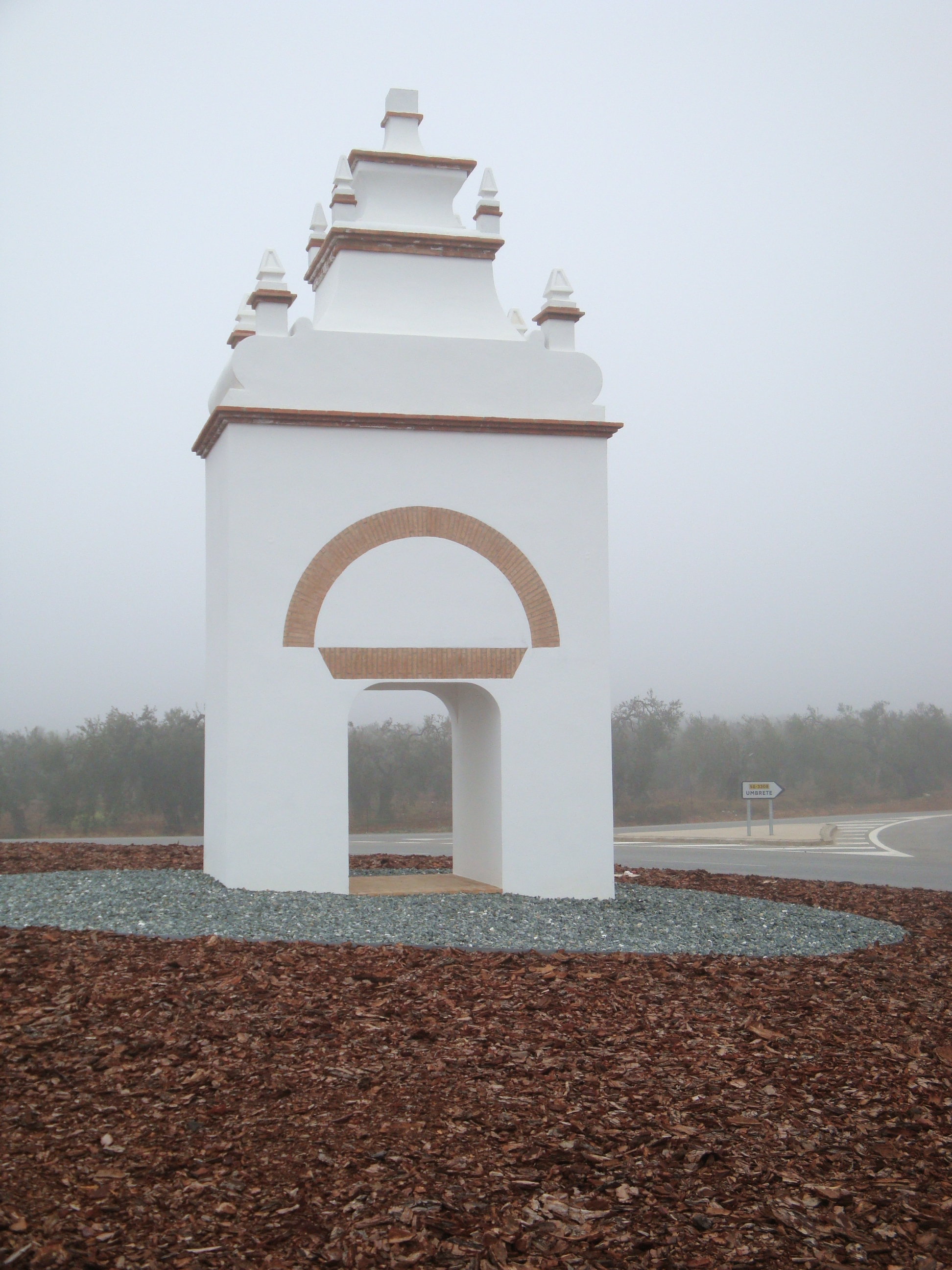
Torre de contrapeso identificativa de las haciendas de olivar

La producción actual del olivar se dedica casi en su totalidad a cosechar aceituna de mesa para sazonarla y envasarla dada su gran calidad. Actualmente quedan muy pocos viñedos; pero en el pasado si hubo muchos viñedos y como consecuencia de haber sido el territorio de Umbrete propiedad del arzobispado de Sevilla, durante cientos de años el vino extraído de las uvas de sus viñedos ha servido para oficiar la Eucaristía de las iglesias de la Archidiócesis. El censo de jornaleros acogidos en 2005 al subsidio agrario era de 191 personas de las cuales 83 eran varones y 108 mujeres.
Haciendas de olivar
Las haciendas de olivar son explotaciones agrícolas dedicadas al cultivo del olivo y de la vid y la elaboración del aceite, y el vino. La edificación en las haciendas forma un conjunto de espacios que corresponden a sus distintas funciones entre las que destacan la almazara y la residencia señorial que desarrolla temporalmente. El concepto de hacienda se refiere tanto al terreno que constituye la propiedad, como al conjunto de edificaciones que lo preside, aunque es esta última su característica más notable y diferencial. Cada hacienda se manifiesta mediante su particular arquitectura. La mayoría de haciendas que hay en la provincia de Sevilla se encuentran en el Aljarafe y los Alcores, y la zona oleícola de la vega de Carmona
El conjunto de la edificación que conforman las haciendas se organiza alrededor de uno o varios patios, respondiendo a modelos tradicionales de la arquitectura civil de los que se encuentran en Andalucía. El número de patios depende de la extensión del caserío y de la complejidad de las funciones que en él se realizan.
El origen de las haciendas se remonta a las villas romanas, que luego fueron incorporando nuevos componentes en sus edificaciones, por ejemplo la capilla y la torre defensiva. Las alquerías musulmanas fueron las continuadoras de las villas romanas. A partir del siglo XVIII es la burguesía capitalista la que adquiere las propiedades agrícolas, durante la etapa de la Desamortización como una inversión productiva. Actualmente (2008) la mayoría de las haciendas están deshabitadas y en desuso como consecuencia de la industrialización agrícola y los medios de transporte y las nuevas técnicas de obtención del vino y del aceite. En el casco urbano de Umbrete están las haciendas Quitapesares, Nuestra Señora del Rosario y Tablante en el camino de Espartinas.
Cooperativa Virgen de Loreto
El 12 de noviembre de 2008 el Consejero de Agricultura y Pesca de la Junta de Andalucía inauguró las nuevas instalaciones de esta entidad, ubicadas en la carretera de Benacazón. El principal producto que comercializa la cooperativa es la aceituna de mesa dada la cantidad y calidad que tiene la aceituna de esta comarca. La cooperativa aceitunera está integrada por 121 agricultores, principalmente de los municipios de Umbrete y Benacazón, que aglutinan una superficie total de olivar de 1500 hectáreas. Su producción media anual es de 5000 toneladas de aceituna de mesa de las variedades manzanilla (4000 toneladas) y gordal (1000 toneladas) procedentes de la Comarca del Aljarafe de Sevilla.
Industria
La estructura industrial en Umbrete es muy escasa y queda básicamente limitada al aderezo y envasado de aceituna de mesa y elaboración y crianza de vinos y mostos. De las empresas destacan la Cooperativa Virgen del Loreto y Aceitunas Escamillas. Otras actividades industriales desarrolladas en la localidad son: carpintería de madera y metálica, fabricación de derivados de cera, instalaciones eléctricas, pirotecnia, panaderías y pastelerías.
| Sector industrial           | Empresas |
| Energía y agua              | 1        |
| Industria química           | 9        |
| Industria metalúrgica       | 5        |
| Industria manufacturera     | 15       |
| Total                       | 30       |
| Índice actividad industrial | 3        |

Construcción

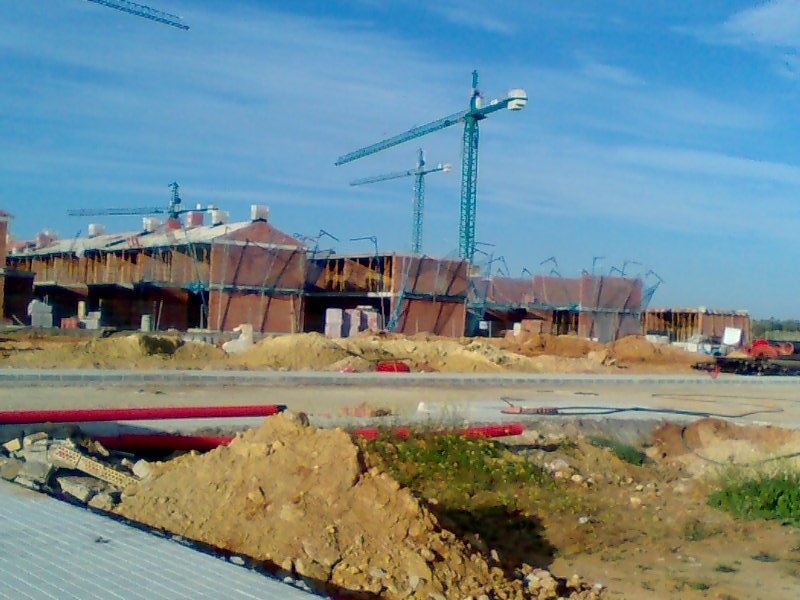
Construcción de viviendas unifamiliares

El sector económico dedicado a la construcción ha tenido un desarrollo importante entre los habitantes de Umbrete, ya que existen varias empresas pequeñas y medianas dedicadas a la construcción, principalmente de viviendas residenciales, de tal forma que diariamente salen de la localidad numerosos equipos de trabajadores que se desplazan a diversas localidades del Aljarafe principalmente, así como a Sevilla capital y localidades costeras de la provincia de Huelva, además de atender al fuerte crecimiento de viviendas que se ha producido en Umbrete a partir de los años 80 del siglo XX. Incluso existen en la localidad varios estudios de arquitectura.
Evolución histórica del urbanismo en Umbrete
A raíz de convertirse la villa en el siglo XVIII en la residencia vacacional de los prelados sevillanos, el pueblo alcanzó un grado de desarrollo notable, ya que hasta entonces el asentamiento no había pasado de ser una mera aldea de unos 250 habitantes en 1751 donde pasó a tener 850 en 1763 que es cuando se impulsa el asentamiento racional a lo largo de los caminos de Bollullos del Mitación, Benacazón y Sanlúcar la Mayor.
A lo largo del siglo XVIII se urbanizan y crean dos espacios centrales fundamentales como son las actuales plazas del Arzobispo y la plaza de la Constitución. En la primera mitad del siglo XX hay cierta estabilidad poblacional en torno a 2500 habitantes y se produce un crecimiento urbano muy limitado. Es a partir de 1980 cuando se empiezan a construir barriadas de nueva tipología tales como la de María Fernández Palacios, la del Rocío, y la de Consolación. A partir de la entrada en funcionamiento de la autovía A-49, el censo de población se incrementa rápidamente por la llegada a la localidad de nuevos habitantes muchos de ellos formados por parejas jóvenes provenientes de la capital o de otras localidades de la zona más poblada del Aljarafe. En 2006, se aprueba el nuevo Plan General de Ordenación Urbana (PGOU) que contempla la edificación de nuevos asentamientos y un parque empresarial.
Comercio
El comercio en Umbrete se basa principalmente en pequeños comercios tradicionales repartidos por todo el pueblo y el mercado de abastos, donde se venden los productos perecederos. Un día a la semana se celebra el tradicional mercadillo de vendedores ambulantes. Es muy usual que los umbreteños se trasladen a realizar sus compras más importantes a los centros comerciales que existen en otras localidades de la comarca y de la capital. La localidad cuenta en 2008 con cinco oficinas bancarias, correspondientes a Cajasol, La Caixa, Caja Rural del Sur, Banesto y Banco Santander.
| Sector comercial                                                | Empresas |
| Oficinas bancarias: Bancos (2), cajas de ahorro (2) y otras (1) | 5        |
| Empresas comerciales mayoristas                                 | 8        |
| Empresas comerciales minoristas                                 | 154      |
| Establecimientos de bares y restauración                        | 48       |

Turismo

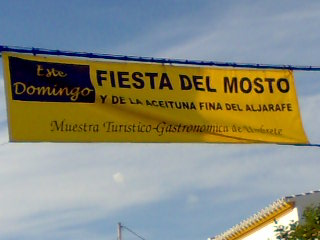
Fiesta del mosto (2009)

El turismo está cobrando relevancia en la localidad en los últimos años gracias al trabajo de promoción desarrollado por los empresarios de la hostelería especialmente la relacionada con la gastronomía. En la actualidad (2008) están en funcionamiento una treintena de establecimientos de tipo mesones, tabernas, bares y restaurantes que ofrecen a los miles de personas que acuden a la localidad los fines de semana a degustar una gastronomía variada y adaptada a diferente poder adquisitivo. Un elemento de reclamo que acompaña esta actividad es el gran consumo de mosto que se consume en estos establecimientos. Este mosto se extrae de las cosechas de uvas que aún se producen en las localidades de Bollullos de la Mitación, Umbrete y Villanueva del Ariscal, especialmente es intenso el consumo en la época de la vendimia hacia mediados de septiembre.
Feria del mosto y de la aceituna

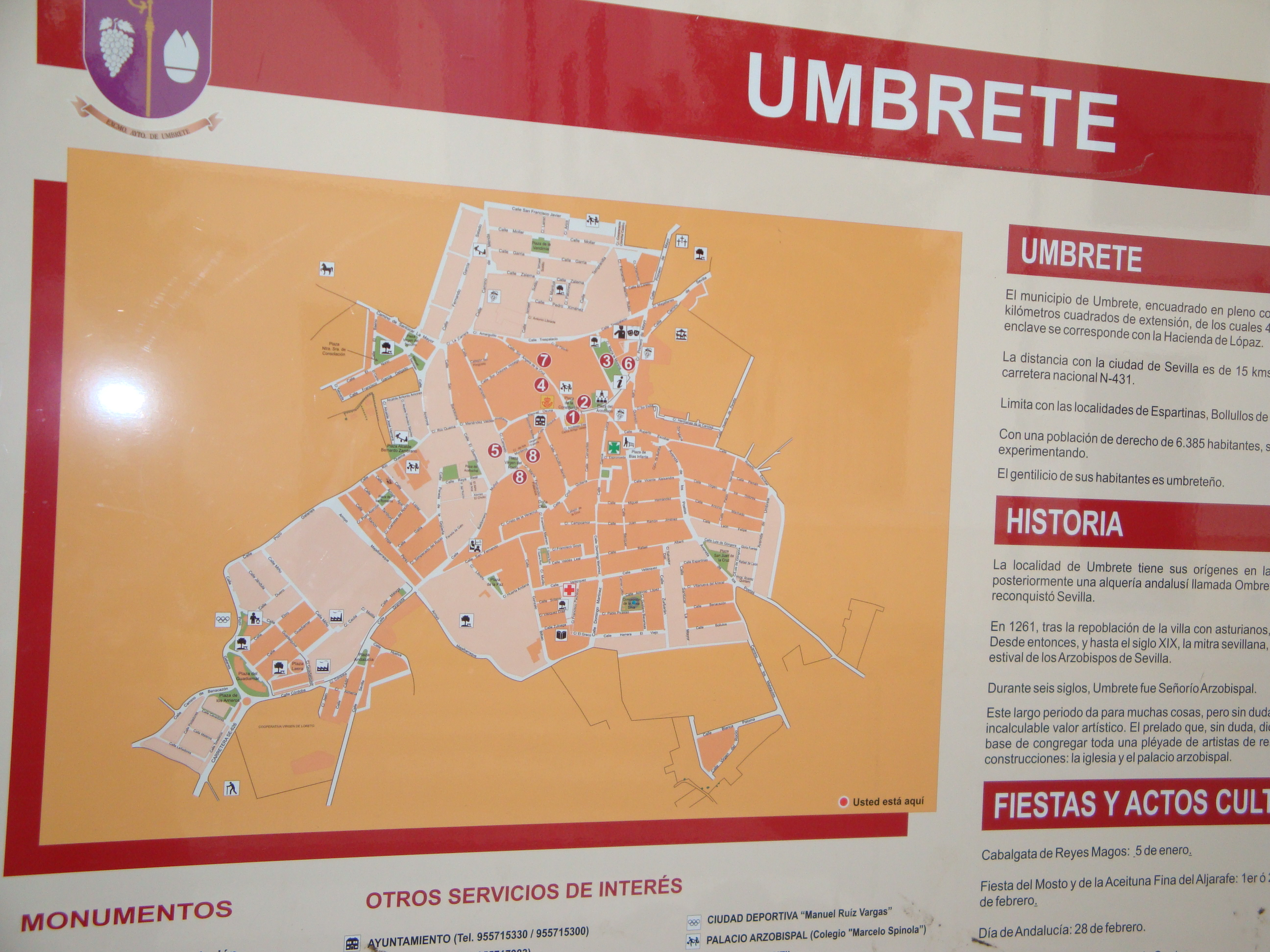
Panel de información turística de Umbrete.

Desde 1970 se está celebrando anualmente en el mes de febrero o marzo una Feria dedicada a la promoción del mosto y la aceituna de mesa, donde acuden miles de visitantes de la comarca de Aljarafe y de la capital Sevilla. La XVI Fiesta del Mosto y la Aceituna Fina de Umbrete celebrada en febrero de 2005 acogió a más de 28 000 personas, que pudieron degustar gratis 5.000 litros de mosto y 3000 kg de aceituna, productos emblemáticos de la comarca del Aljarafe. En esa edición participaron 60 empresas locales dentro de su segunda Muestra Turístico-Gastronómica.

#### Evolución de la deuda viva municipal
El concepto de deuda viva contempla sólo las deudas con cajas y bancos relativas a créditos financieros, valores de renta fija y préstamos o créditos transferidos a terceros, excluyéndose, por tanto, la deuda comercial.
| Gráfica de evolución de la deuda viva del Ayuntamiento de Umbrete entre 2008 y 2023                |
| |
| Deuda viva del Ayuntamiento de Umbrete, en miles de euros, según datos del Ministerio de Hacienda. |

## Administración política y judicial

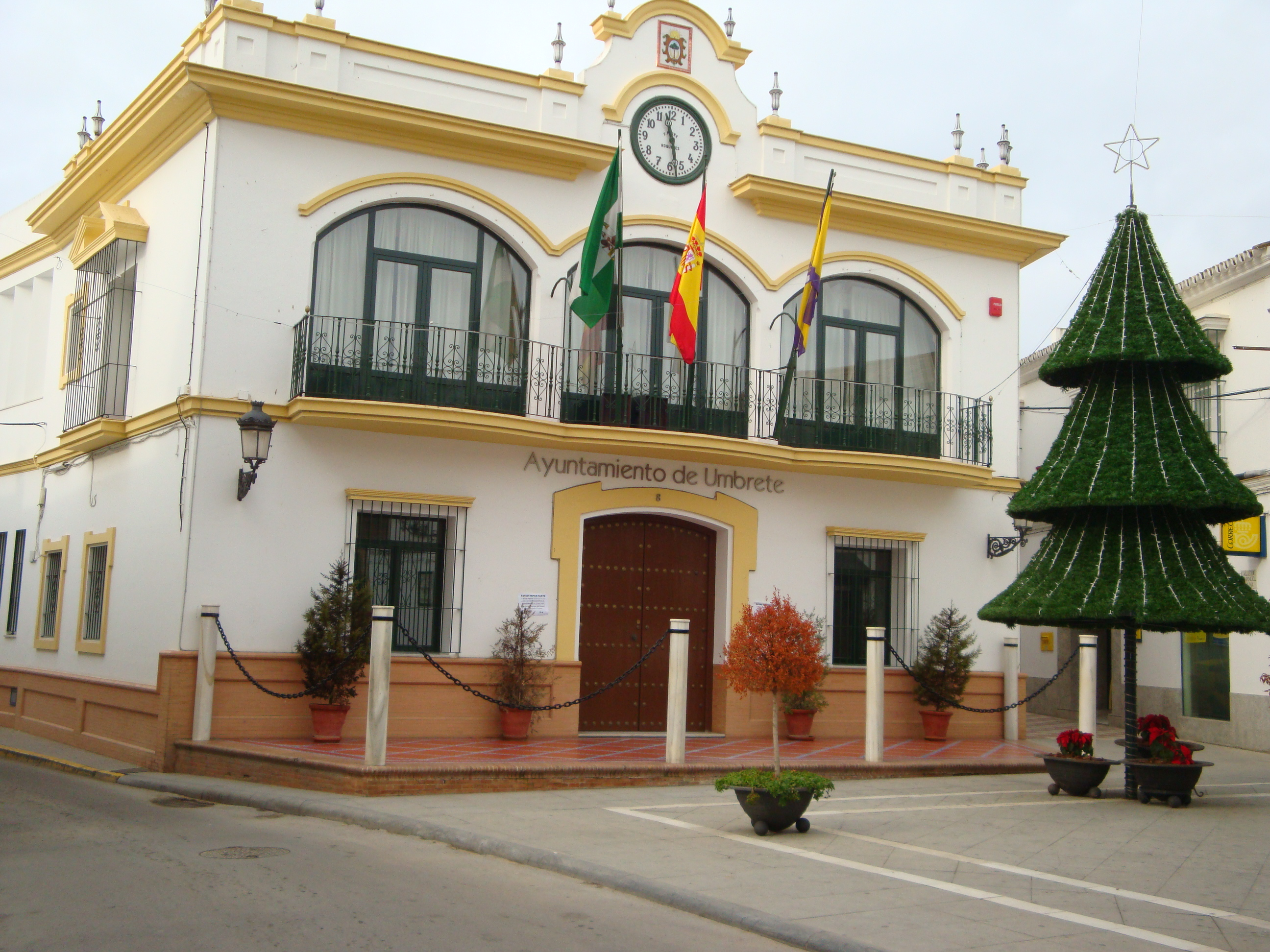
Ayuntamiento de Umbrete.

La administración política de la ciudad se realiza a través de un ayuntamiento de gestión democrática cuyos componentes se eligen cada cuatro años por sufragio universal. El censo electoral está compuesto por todos los residentes empadronados en Umbrete mayores de 18 años y nacionales de España y de los otros países miembros de la Unión Europea. Según lo dispuesto en la Ley del Régimen Electoral General, que establece el número de concejales elegibles en función de la población del municipio, la Corporación Municipal de Umbrete está formada por 13 concejales.
Desde que se celebraron las primeras elecciones municipales democráticas en 1979, han gobernado el Ayuntamiento cuatro alcaldes diferentes, habiéndose producido gobiernos municipales de todos los partidos radicados en el pueblo. En las elecciones municipales de 2007, el Partido Socialista (PSOE) obtuvo 9 escaños de concejal y el Partido Popular (PP) obtuvo 4. Como consecuencia de dichos resultados, resultó reelegido alcalde de Umbrete Joaquín Fernández Garro, del PSOE.
| Periodo   | Nombre                    | Partido                     |
| --------- | ------------------------- | --------------------------- |
| 1979-1983 | Fernando García Delgado   | Partido del Trabajo (PTA)   |
| 1983-1987 | Francisco Salado Pichardo | Partido Independiente (PIU) |
| 1987-1991 | Francisco Salado Pichardo | PIU                         |
| 1991-1995 | Fernando García Delgado   | PSOE                        |
| 1995-1999 | Ramón Mier Salado         | Partido Popular             |
| 1999-2003 | Ramón Mier Salado         | Partido Popular             |
| 2003-2007 | Joaquín Fernández Garro   | PSOE                        |
| 2007-2011 | Joaquín Fernández Garro   | PSOE                        |
| 2011-2015 | Joaquín Fernández Garro   | PSOE                        |
| 2015-2019 | Joaquín Fernández Garro   | PSOE                        |

| Partido político                         | 2015  | 2015  | 2015       | 2011  | 2011  | 2011       | 2007  | 2007  | 2007       | 2003  | 2003  | 2003       |
| Partido político                         | Votos | %     | Concejales | Votos | %     | Concejales | Votos | %     | Concejales | Votos | %     | Concejales |
| Partido Popular (PP)                     | 909   | 23,24 | 3          | 1.482 | 34,67 | 4          | 754   | 19,39 | 2          | 1.511 | 44,96 | 6          |
| Partido Socialista Obrero Español (PSOE) | 2.105 | 53,82 | 8          | 2.671 | 62,45 | 9          | 2.910 | 74,38 | 11         | 1.513 | 45,02 | 6          |
| Izquierda Unida-Los Verdes (IULVCA)      | 384   | 9,82  | 1          |       |       |            | 146   | 3,75  | 0          | 289   | 8,33  | 1          |
| Umbrete ¡Puede! (UP)                     | 439   | 11,22 | 1          |       |       |            |       |       |            |       |       |            |

El Ayuntamiento recibe soporte técnico y presupuestario de la Diputación Provincial de Sevilla y se divide en las siguientes áreas de gestión: Agricultura y Medio Ambiente, Comunicación, Consumo, Cultura, Deportes, Desarrollo Tecnológico, Educación, Empleo, Fiestas, Hacienda, Igualdad y Servicios Sociales, Juventud, Obras y Servicios, Participación Ciudadana, Personal, Sanidad, Seguridad Ciudadana, Turismo y Urbanismo. El presupuesto municipal de gastos previstos para 2007 fue de 26.079.680,75 euros.
El Ayuntamiento de Umbrete gestiona una serie de dependencias en el municipio. En algunas de estas dependencias se desarrollan los programas de educación no reglada que se imparten en la localidad y son sedes de las diversas entidades socioculturales de Umbrete. Entre las dependencias municipales destacan el centro cívico, la casa de cultura, la piscina municipal, el cementerio, el mercado de abastos y el polideportivo.
El centro cívico está ubicado en la céntrica plaza del Arzobispo, en un edificio de nueva planta, donde se ha tomado y restaurado una parte anexa del palacio arzobispal. Es un centro polivalente en el que se desarrolla cada año una serie de cursos y actividades impartidos por monitores especializados en cursos programados. El centro cívico dispone de los siguientes servicios: biblioteca, centro de información juvenil, punto de información a la mujer, centro Guadalinfo de Umbrete, centro de día de mayores, aula municipal de informática, centro de formación de adultos, servicios sociales, asociación de mujeres María Palacios y asociación cultural Al-Marchar.
Al igual que en el resto de Andalucía, en Umbrete está operativo el sistema de Emergencias 112, que mediante el número de teléfono 112 atiende cualquier situación de urgencia y emergencia en materia sanitaria, extinción de incendios y salvamento, seguridad ciudadana y protección civil.
Para la seguridad ciudadana, el municipio cuenta con la policía local que la forman una plantilla de unos veinte agentes, y la Guardia Civil. Hace unos añosIndicar el año[cita requerida] fue clausurado el cuartel que este cuerpo tenía en Umbrete y los guardias civiles que había destinados en Umbrete fueron a incrementar la plantilla de agentes del cuartel de la vecina localidad de Sanlúcar la Mayor, que estaba mejor equipado y para no disminuir la dotación de guardias civiles en la comarca. Cuando se requieren los servicios de la Guardia Civil, los guardias civiles se desplazan a Umbrete desde el cuartel de Sanlúcar la Mayor.
Umbrete pertenece al partido judicial número 3 de la provincia de Sevilla, con sede en Sanlúcar la Mayor, donde existe un juzgado de primera instancia e instrucción. En la localidad hay un juez de paz, que desarrolla las competencias propias de esta figura jurídica.

## Arquitectura y lugares de interés

### Iglesia Parroquial de Nuestra Señora de la Consolación

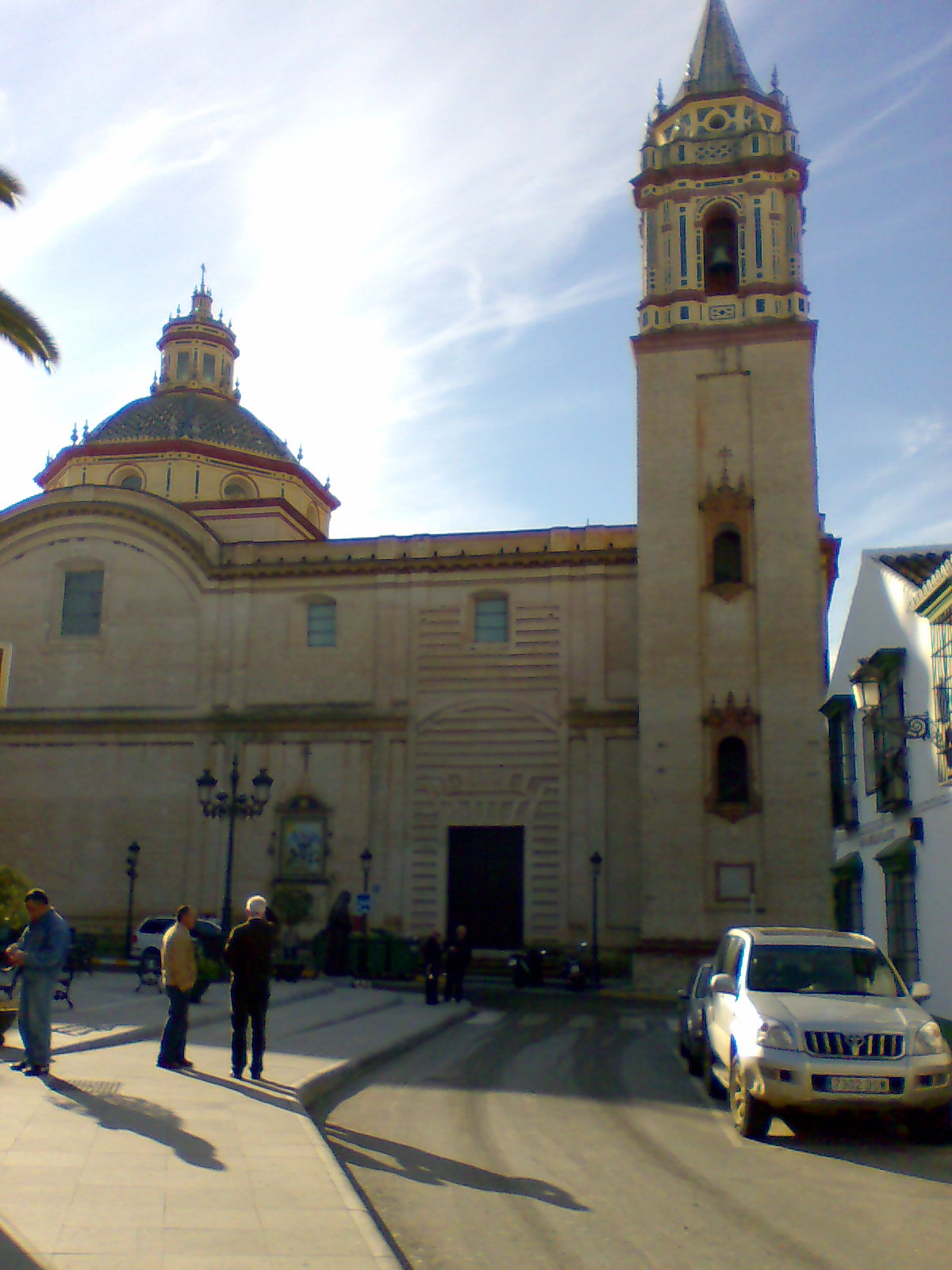
Templo parroquial de Nuestra Señora de la Consolación

Esta iglesia constituye el mayor monumento actual de Umbrete. Obra del arquitecto Diego Antonio Díaz, se inició su construcción en 1725, por deseo del entonces arzobispo de Sevilla, Luis de Salcedo y Azcona, en sustitución de la antigua iglesia del pueblo. Las obras concluyeron en 1733. La planta de este templo barroco es rectangular de 36 metros de largo por 16,70 de ancho. El tamaño de la iglesia resultaba desproporcionado para la población que entonces tenía Umbrete. A la construcción de la iglesia se le uniría la edificación de un mesón y dos casas más en la plaza contigua a la iglesia. A partir de 1994 se han sucedido diversas restauraciones de las partes de la iglesia que estaban más deterioradas.
En su interior entre otras obras de arte, se conservan los lienzos de San Juan Bautistay Santa Bárbara,
obras del pintor Domingo Martínez.

### Antiguo Palacio Arzobispal

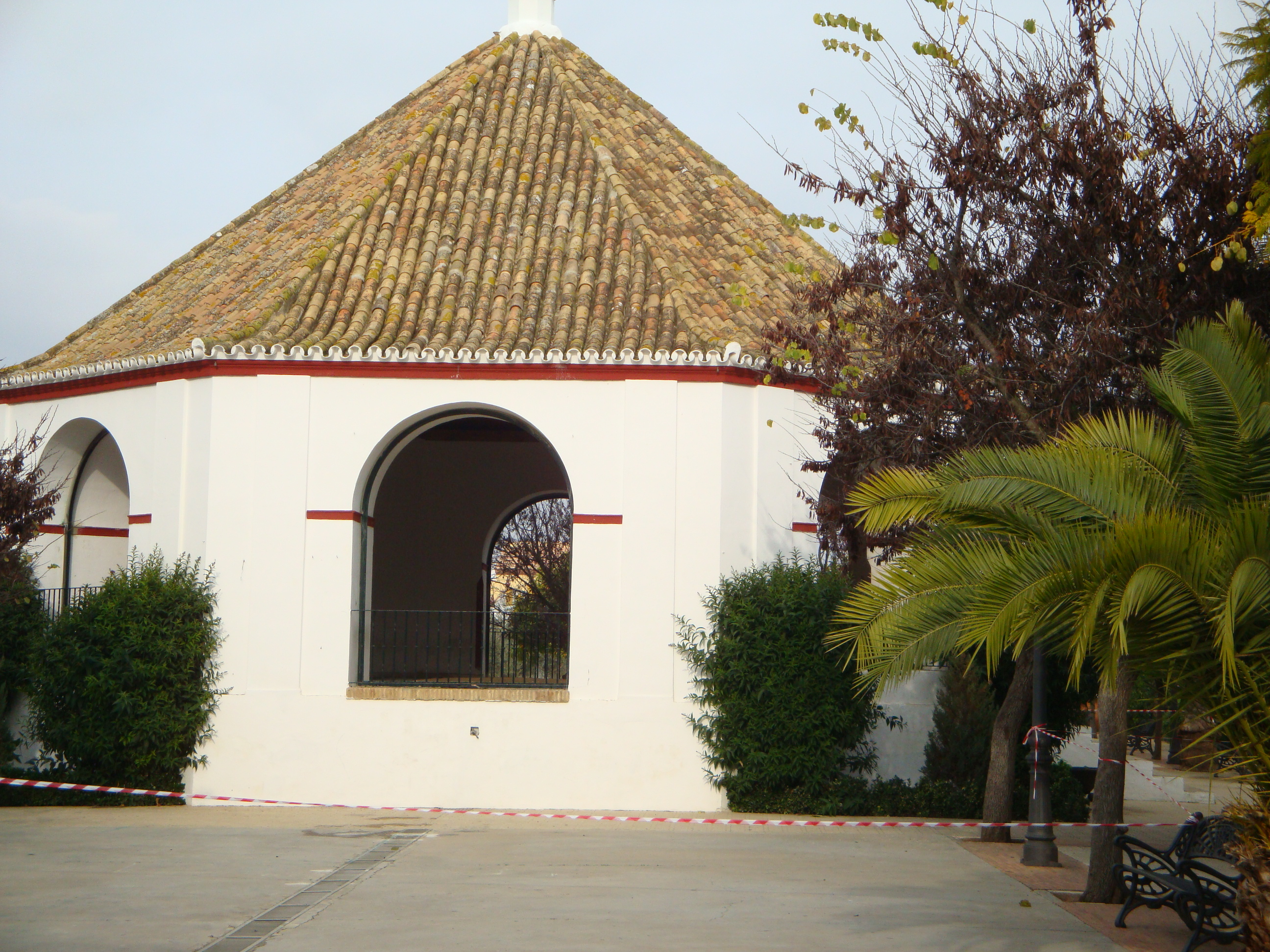
Merendero del Arzobispo

El palacio arzobispal de Umbrete, catalogado Bien de Interés Cultural, fue construido en el siglo XVII para servir de lugar de descanso a los arzobispos de Sevilla, puesto que el territorio de Umbrete pertenecía desde los tiempos de Alfonso X el Sabio a la Iglesia de Sevilla. En el siglo XVIII el Arzobispado llevó a cabo un gran impulso constructor: se erigió la iglesia de Nuestra Señora de Consolación y se restauró el palacio, siendo el maestro de obras Diego Antonio Díaz. Durante la desamortización del siglo XIX, el Ayuntamiento se incautó del palacio, que luego fue nuevamente entregado a la Iglesia en 1851. Con el paso del tiempo las instalaciones sufrieron un gran deterioro por mal uso de las mismas. En 1994, y como consecuencia de haberse transformado sus instalaciones en el colegio Marcelo Spínola, se abordó una gran reforma estructural del mismo. Una parte del palacio alberga también instalaciones del centro cívico del Ayuntamiento.

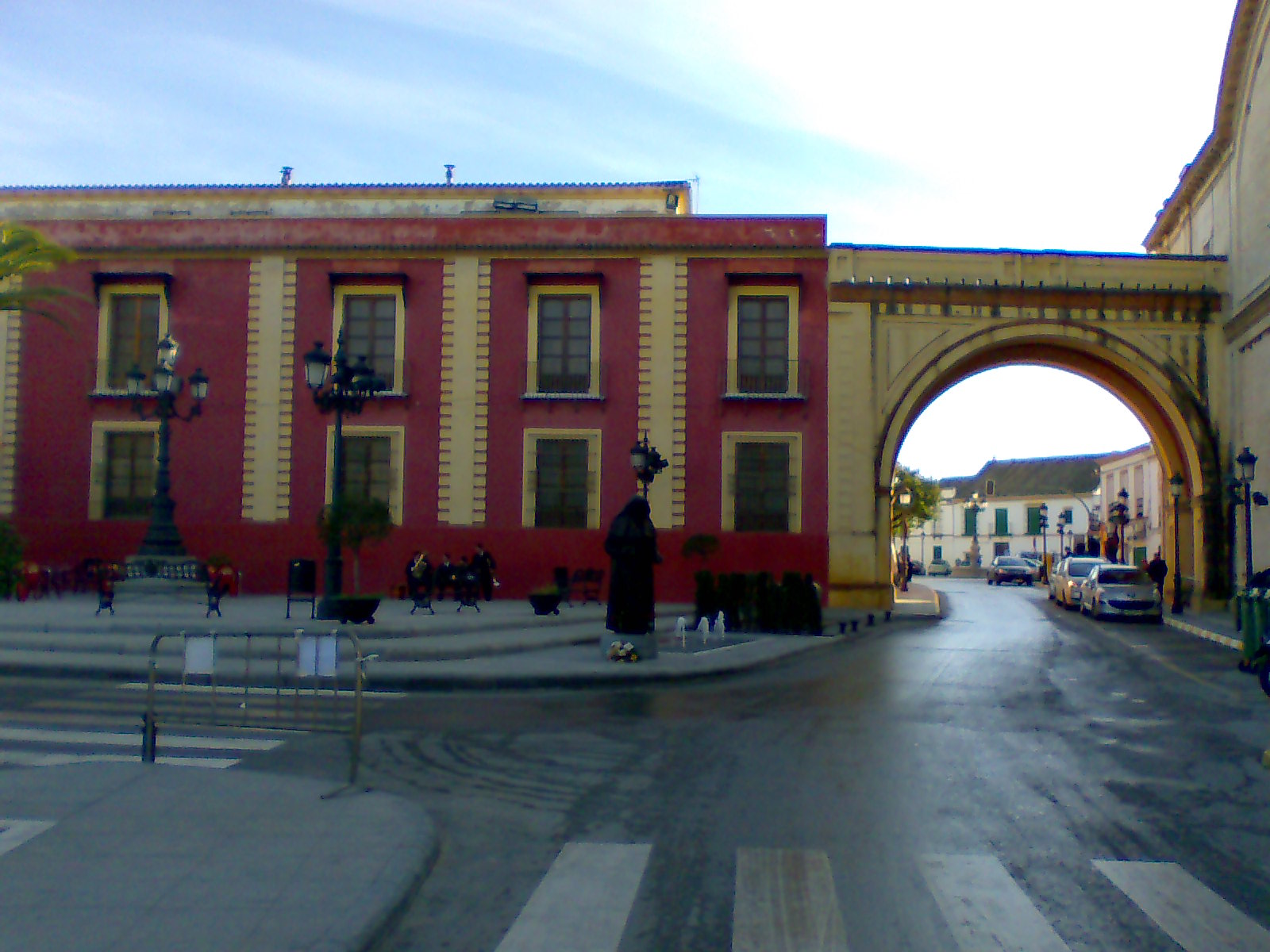
Arco que comunica la iglesia con el palacio arzobispal de Umbrete.

### El Arco
Fue construido a principios del siglo XVIII para permitir al arzobispo y demás residentes del palacio Arzobispal desplazarse con más comodidad desde el mismo hasta la iglesia parroquial.
Esta obra, con fábrica de ladrillo, fue ejecutada por Diego Antonio Díaz en 1733. Su elemento más destacado es el arco de medio punto, sobre el cual se asienta la estructura del pasaje.

### Cruces de término
Antiguamente los accesos de entrada por los diferentes caminos que llegaban a Umbrete, conocidos como humilladeros, estaban indicados o señaladas con imágenes religiosas o con cruces. Estas cruces, conocidas como cruceros, son fruto de una fuerte tradición cristiana. En Umbrete aún se conservan seis cruces, que son conocidas popularmente por sus diferentes historias. Estas cruces son la Cruz del Pozo Nuevo, la de la Carrera, la del Diezmo, la del Almarchar y la Cruz Quiteria. Esta última se halla en la Hacienda de Lópaz, que se encuentra fuera del casco urbano.

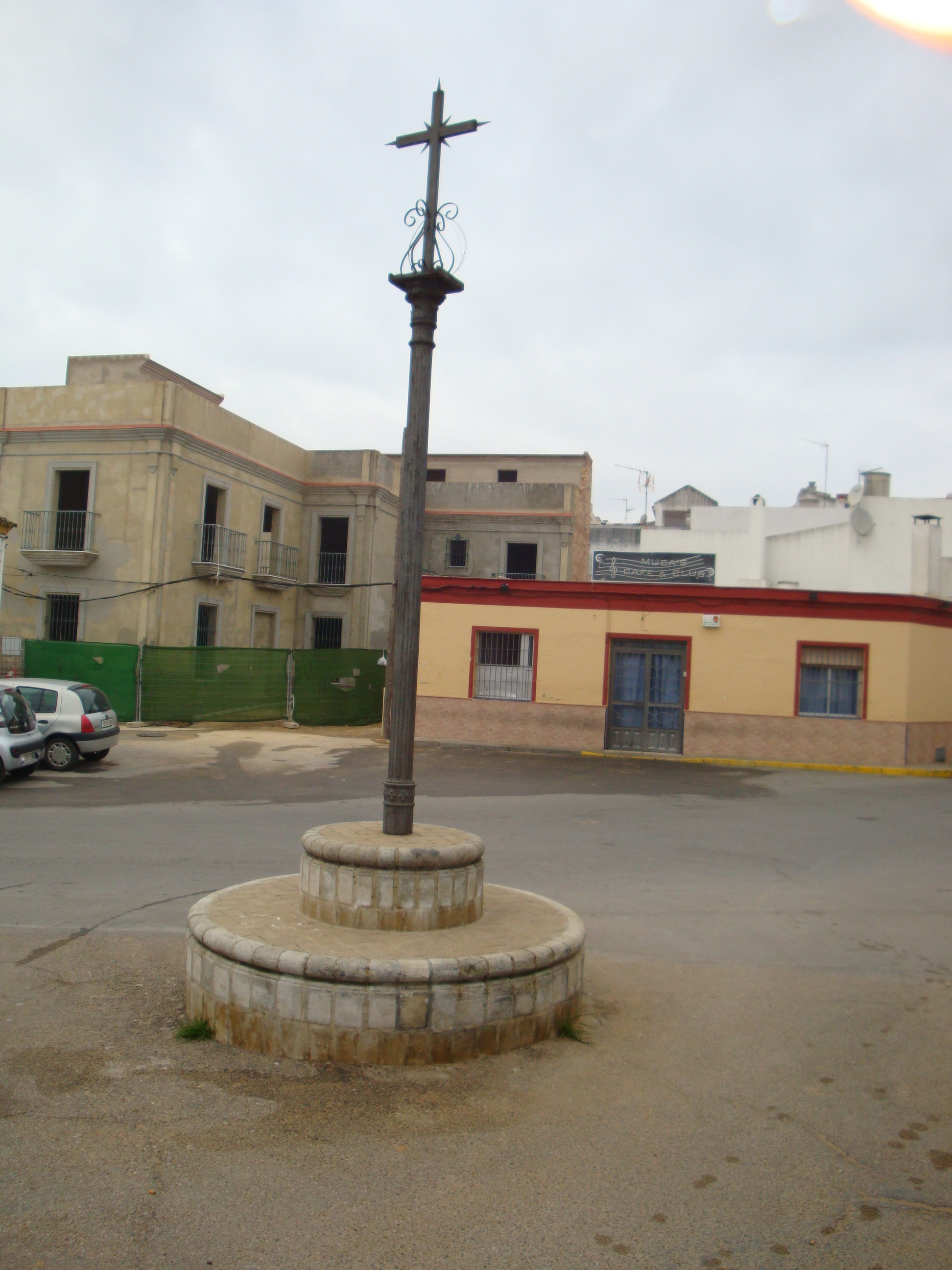
Cruz de término en la barriada de Almarchar

## Cultura
La programación cultural en Umbrete la desarrolla básicamente la Institución de la Universidad Popular de Umbrete y sus actividades tienen lugar en varias dependencias del Centro Cívico, ubicado en la plaza del Arzobispo. Las actividades de la Universidad Popular constan de un área educacional concretada en un programa de formación de adultos que contiene:
- Educación Secundaria para Adultos: para obtener el título de Educación Secundaria.
- Cultura General: para aquellas personas que en su día no pudieron disfrutar de un sistema educativo como el actual.
- Idiomas
- Patrimonio Cultural Andaluz: para profundizar en las raíces de la cultura andaluza
- Informática: para aquellos que deseen tener un primer contacto con los ordenadores.
- Diversos talleres de desarrollo de habilidades artísticas (pintura, música, manualidades, etc)
- Actividades deportivas para el mantenimiento físico de personas mayores.

Entidades culturales
En Umbrete hay un número elevado de entidades asociativas de carácter religioso, vecinal, social, deportivo, político y cultural. De las entidades culturales destacan la Asociación Al-Marchar, que periódicamente edita una revista cultural sobre Umbrete, y la Asociación para la Defensa del Patrimonio Histórico y Artístico de Umbrete (ADEPHARUM).

## Fiestas y ferias populares
En Umbrete tienen relevancia varias festividades y ferias a lo largo del año, tales como la cabalgata de los Reyes Magos, la Feria del mosto, el Día de Andalucía, la Semana Santa, Su Majestad en Público, Romería del Rocío, el Día del Señor, Ferias y fiestas patronales de San Bartolomé, la Pureza o día de la Inmaculada.

### Semana Santa
Como en todas las poblaciones andaluzas en Umbrete se celebran desfiles procesionales durante la Semana Santa desde tiempos muy antiguos. A lo largo de este periodo han existido varias hermandades ya desaparecidas como la del Santísimo Sacramento, la Vera-Cruz, la de San Sebastián y la de San Bartolomé, de las que existen datos que acreditan su existencia en el último tercio del siglo XVI. En la actualidad (2008) hay sólo una hermandad de penitencia que procesiona en Semana Santa por las calles de Umbrete: la Hermandad Sacramental, Ánimas Benditas y Cofradía de Nuestro Padre Jesús de la Vera-Cruz, Santo Entierro de Nuestro Señor Jesucristo y María Santísima de los Dolores. Esta hermandad sale a la calle dos días: el Jueves y Sábado Santos.
La Semana Santa se desarrolla en Umbrete de la forma siguiente:
- La noche del Jueves Santo sale el Cristo de la Vera-Cruz, acompañado de la Virgen de los Dolores, que le sigue detrás en el paso de palio.
- El Viernes Santo, tiene lugar un Vía Crucis, con la imagen del crucificado. Existía un “Vía Crucis” de azulejos que rodeaba la villa, que es una de las muestras destacadas de la azulejería iconográfica sevillana. Las escenas están pintadas sobre placas únicas de barro de un tamaño aproximado a 20×20 cm representando las distintas estaciones y se reparten a lo largo de varias calles, partiendo de la iglesia parroquial.
- El Sábado Santo, por la tarde, procesiona otra vez la Virgen de los Dolores acompañando esta vez al Santo Entierro pasando la procesión por calles diferentes.

A pesar de poseer una casa de hermandad propia, ambos días la salida y la recogida de la hermandad se realizan en la iglesia parroquial Nuestra Señora de Consolación.

### Romería del Rocío

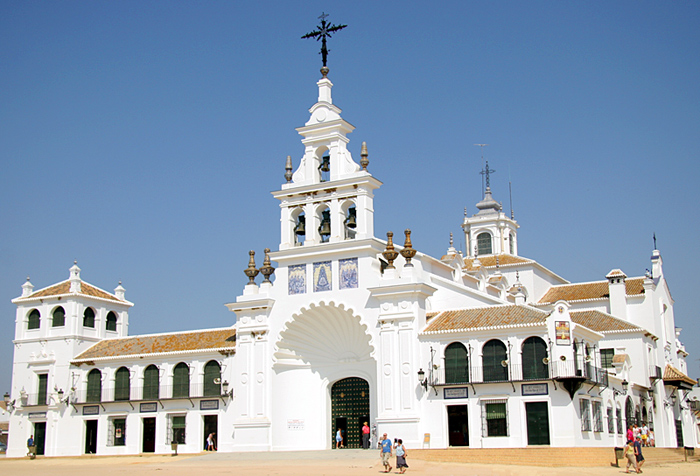
Santuario de la Virgen del Rocío. Almonte (Huelva).

La devoción a la Virgen del Rocío de los umbreteños se remonta a tiempos anteriores a la constancia de la existencia de la Hermandad, porque muchos umbreteños ya peregrinaban a la ermita de El Rocío con anterioridad al principio del siglo XIX. Se considera que la fecha exacta de la fundación de la Real, Ilustre, Antigua y Fervorosa Hermandad de Nuestra Señora del Rocío de Umbrete el año 1814, siendo la 7.ª en el orden de las hermandades filiales, coetánea con la de Triana, siendo la hermandad más antigua del Aljarafe. Sus primitivos libros de Actas y Acuerdos no se conservan. La Hermandad estuvo dirigida por una Junta de Consiliarios presididas por un Hermano Mayor, un Depositario y un Secretario.
La casa de la hermandad en la aldea fue adquirida en 1963, y en ella se deposita el Cajón cuando llega del camino, quedando la parte trasera para los vehículos y peregrinos que acompañan a la Hermandad. La Salve de Umbrete, fue compuesta por Manuel Garrido con el objetivo de que los hermanos la canten tanto en los cultos de la Hermandad, como a lo largo del camino y en los actos principales que tienen lugar en la Aldea durante la Romería.
La importancia de la Romería del Rocío es tal en Umbrete que el lunes de Pentecostés, que coincide con el día grande en la aldea del Rocío es declarado fiesta local para que la gente pueda desplazarse hasta la aldea. La salida hacia el Rocío se produce el miércoles anterior al lunes de Pentecostés tiene lugar la salida de la Hermandad de la iglesia de Nuestra Señora de Consolación de Umbrete. La misa de romeros se celebra a las 8:00 de la mañana. Tras la misa, el Simpecado sube al Cajón y comienza su caminar por las calles del pueblo, acompañado tradicionalmente por una banda de música. En la plaza de la Virgen del Rocío hay ofrenda floral y se reza la Salve, reanudando la marcha por carretera hasta el cercano pueblo de Benacazón.
Tras la ofrenda floral tanto en la Hermandad de la Vera Cruz como en la parroquia de Nuestra. Señora de las Nieves, y la lluvia de pétalos, se sale del pueblo por el camino de Gelo, la senda que lleva hacia Marlo, toda la mañana hasta una breve parada en el Pozo Alarcón. Luego los romeros de Umbrete toman el camino que lleva hasta el Cortijo del Quema, por donde transcurre el río Guadiamar, donde se realizan los bautizos de los romeros nuevos. La hermandad vadea el río Quema con más o menos dificultades de acuerdo el caudal de agua que tenga. En ese trance se reza y se canta la salve. Se hace noche en un escampado a la salida del pueblo de Villamanrique, después de presentar sus respetos a la Hermandad de Villamanrique en su parroquia.
Al día siguiente se parte a las ocho de la mañana desde Villamanrique para efectuar la travesía de la Raya Real, para llegar a mediodía al Palacio del Rey, lugar de acampada para el segundo día de la hermandad umbreteña. Al día siguiente, en que de nuevo se parte a las ocho de la mañana, y quedando atrás Matasgordas, se divisa el río Ajolí, en cuyo puente se detiene el Simpecado. Se reza la salve, se canta, y se divisa la aldea. Sobre las trece horas se atraviesa el Puente del Rey y se entra en el Rocío, para, una hora más tarde, tras detenerse en la calle Sacrificio, donde todos los años cantan a la Virgen los rocieros de Bollullos Par del Condado, el Cajón entra en su casa de Hermandad. Se reza la Salve. Umbrete está en el Rocío.
Durante la estancia de la Hermandad en la aldea del Rocío, se acude a todos los actos a los que obliga su condición de filial. El sábado se hace presentación de las Hermandades ante al Virgen en la puerta de la ermita estando presente la hermandad matriz de Almonte. Por la tarde celebra misa en la ermita. El domingo por la mañana acude con su Simpecado a la misa de Romeros, que se celebra en el Real del Rocío. El lunes de madrugada acude de nuevo con su simpecado a la plaza de Doñana para el Santo Rosario.

Y a lo largo de la mañana, la Santísima Virgen del Rocío, a hombros de los almonteños, visita la Hermandad en su casa. Es el momento más intenso e inolvidable: El sacerdote a hombros reza la salve, llueven pétalos, y tañe la campana. Después del desayuno se inicia el camino de regreso.

### Feria de San Bartolomé
En el siglo XVII se adoptó como patrón de Umbrete al santo que había sido apóstol de Jesucristo, San Bartolomé, cuya festividad se celebra el 24 de agosto y que además se hace coincidir con la semana de feria. La tradición oral, dice que se debe a que en una de las epidemias que asoló estas tierras en tiempos pasados, la última persona que murió a causa de dicha epidemia, fue el día de san Bartolomé. Durante años existió la Cofradía y Hermandad de san Bartolomé; en la actualidad, (2008) no existe dicha hermandad, y el santo procesiona por la tarde, junto a la Virgen del Consuelo.Su recorrido es corto y es el tardicional que se recuerda desde tiempo inmemorial.
Coincidiendo con la festividad del patrón se celebra desde 1979 la Feria de Umbrete, que son cinco días de fiestas en torno al día 24, en los terrenos del recinto ferial, con unas treinta casetas y con atracciones. Muchas de las casetas están gestionadas por entidades sociales del municipio, que cuentan con un gran número de socios. Las casetas particulares se están prodigando cada vez más, con nuevas demandas todos los años.
Desde 2003, aprovechando la cercanía de las dos fiestas de agosto, como son el Día del Señor y San Bartolomé, se viene elaborando un programa de fiestas de casi un mes, albergando actividades, actuaciones musicales y competiciones deportivas. La feria cuenta con un Pregón realizado por alguna persona de reconocido prestigio y además, se corona a la Reina de las Fiestas y las Damas de Honor, que tendrán una vigencia de un año. Durante las fiestas y por las noches se suelta del típico "toro de fuego", artefacto pirotécnico en forma de toro, que expulsa pequeños cohetes o "ratillas", que hacen correr a los que acuden a presenciarlo.
En el inicio de las fiestas, se produce el encendido del alumbrado e inauguración del Recinto Ferial, invitación a todo el pueblo a una Copa en la Caseta Municipal y entrega de premios correspondientes a la caseta mejor engalanada; desarrollándose posteriormente todas las actividades programadas para todos los públicos.

### Día de la Pureza
El 8 de diciembre tiene lugar el Día de la Inmaculada, también llamado “La Pureza”, por procesionar la Purísima Concepción.
La fiesta de la Inmaculada se celebra en Umbrete desde el siglo XVII. La imagen de talla que tiene su altar en la iglesia es de autor anónimo y se piensa que puede datar del siglo XVII, aunque retocada posteriormente. La hermandad de la Purísima Concepción data al menos del año 1731, cuando el arzobispo D. Luis de Salcedo le aprobó nuevas reglas, las cuales aún se conservan. En el siglo XIX la hermandad continua con sus actos y cultos conservándose diversos registros de hermanos, siendo esta fiesta el gran día del invierno para el pueblo de Umbrete.
Durante el siglo XX el cuidado de la Virgen, paso y simpecado, este último una buena pieza bordada en plata sobre terciopelo azul a finales del siglo XVIII, pasó a estar a cargo de la familia de la maestra Concepción de la Rosa. Últimamente se ha estrenado un nuevo paso en plata de ley, realizado por Orfebrería Maestrante y donado por la familia de Manuel Ruiz García. Una cosa muy bonita que se hacía antiguamente, es que la víspera de la fiesta, por la noche, la gente dejaba encendida una luz en la puerta de su casa, como símbolo de espera o vigilia de la Virgen, costumbre que siguen conservando algunas familias y que le daba un aspecto muy bonito a nuestras calles. Que se recuerde, siempre ha habido procesión, fuegos, toro, etc. Los principales cultos que la Hermandad le tributa a la Celestial Princesa son, la Octava los días previos al día 8 de diciembre y en su Festividad Solemne Función y Procesión. La devoción a la Inmaculada está muy arraigada en España, pero especialmente en Andalucía.
En 2004, coincidiendo con el 150.º aniversario de la proclamación del dogma, esta hermandad procesionó de forma extraordinaria el día 6 del mes de junio.

## Habla umbreteña
En Umbrete, al igual que en gran parte de Andalucía, predomina el habla del andaluz, una variedad o dialecto del español cuyos matices orales son también usados en variada medida en Extremadura, Murcia, Canarias y América. Además, se pueden observar algunos rasgos característicos de la región y otros de nivel más local, pues el habla andaluza no es homogénea, y cada núcleo de población presenta algunas pequeñas diferencias fonéticas con los demás. Los matices diferenciales son manifestados exclusivamente en la expresión oral, ya que en la escritura no se presentan repercusiones, aunque sí hay influencias en el nivel léxico-semántico y en algunas construcciones morfosintácticas.
Esta diferencia en la oralidad en Umbrete es fruto de la historia y la cultura regional y es considerado por algunos como un patrimonio heredado.
En Umbrete hay una serie de rasgos fonéticos comunes, relativamente aceptados por todas las clases sociales, que permiten distinguir mediante la expresión oral a los umbreteños ante hablantes de otras lenguas o dialectos. Los principales rasgos fonéticos del andaluz utilizados en Umbrete son:

Mapa de Andalucía en el que se representan las zonas donde predomina el ceceo, el seseo o la distinción de los fonemas /s/ y /θ/.

- Ceceo, predominante principalmente en el sur y el oeste de Andalucía. Está extendido por todas las clases sociales del pueblo, que lo aceptan como algo propio del habla umbreteña. Se diferencia del seseo, más habitual en otras regiones de Andalucía.
- Aspiración de la /s/ final de sílaba (implosiva), sustituyendo la /s/ por una aspiración suave o llegándola a suprimir. Habitualmente está acompañada de germinación o duplicación de la consonante que sigue a la s, mientras que es frecuente que no se aspire la /s/ final de una palabra si la palabra que sigue comienza con vocal.
- Yeísmo. No es exclusivo de Andalucía, sino que está extendido prácticamente por todo el dominio hispanohablante. Sin embargo, en municipios próximos como Bollullos de la Mitación, Benacazón, Olivares o Salteras se sigue pronunciando mayoritariamente la ll, a diferencia de la inmensa mayoría de los españoles.
- Igualación de /l/ y /r/ implosivas (finales de sílabas). En final de palabra incluso se llegan a suprimir ambas consonantes. Este fenómeno es común también en muchos otros lugares de España.
- Aspiración suave de la /x/, propia de Andalucía Occidental.
- Pronunciación fricativa de la ch, llegando a sonar como la ch francesa, la sh inglesa o la sch alemana. A diferencia de los anteriores, este fenómeno es ampliamente rechazado en niveles cultos.
- Aspiración de la h procedente de f latina inicial. También es común en niveles culturales bajos.
- Pérdida de consonantes finales y de la /ð/ intervocálica e inicial. Es común en toda Andalucía, tanto en niveles cultos como coloquiales.
- Velarización de la b y de la h en las secuencias bue- y hue-. No es exclusivo del andaluz, y es considerado como coloquial e, incluso, vulgar.

En el nivel morfosintáctico, hay algunas variaciones respecto al español estándar que no alteran la comunicación, pero que se identifican también con el habla andaluza. Por ejemplo, como consecuencia de la supresión de la -s final de las formas verbales, se utilizan los pronombres personales de forma muy frecuente, a veces redundante. También es habitual el uso del pronombre ustedes en lugar de vosotros, incluso manteniendo la segunda persona del plural en la conjugación verbal. Asimismo, se da la sustitución de os por se, pero es considerado de nivel coloquial o, incluso, vulgar.
En el nivel léxico-semántico hay muchas palabras y expresiones propias del pueblo, pero muchas de ellas se van perdiendo porque eran propias de los ambientes rurales antiguos.

## Transporte y comunicaciones

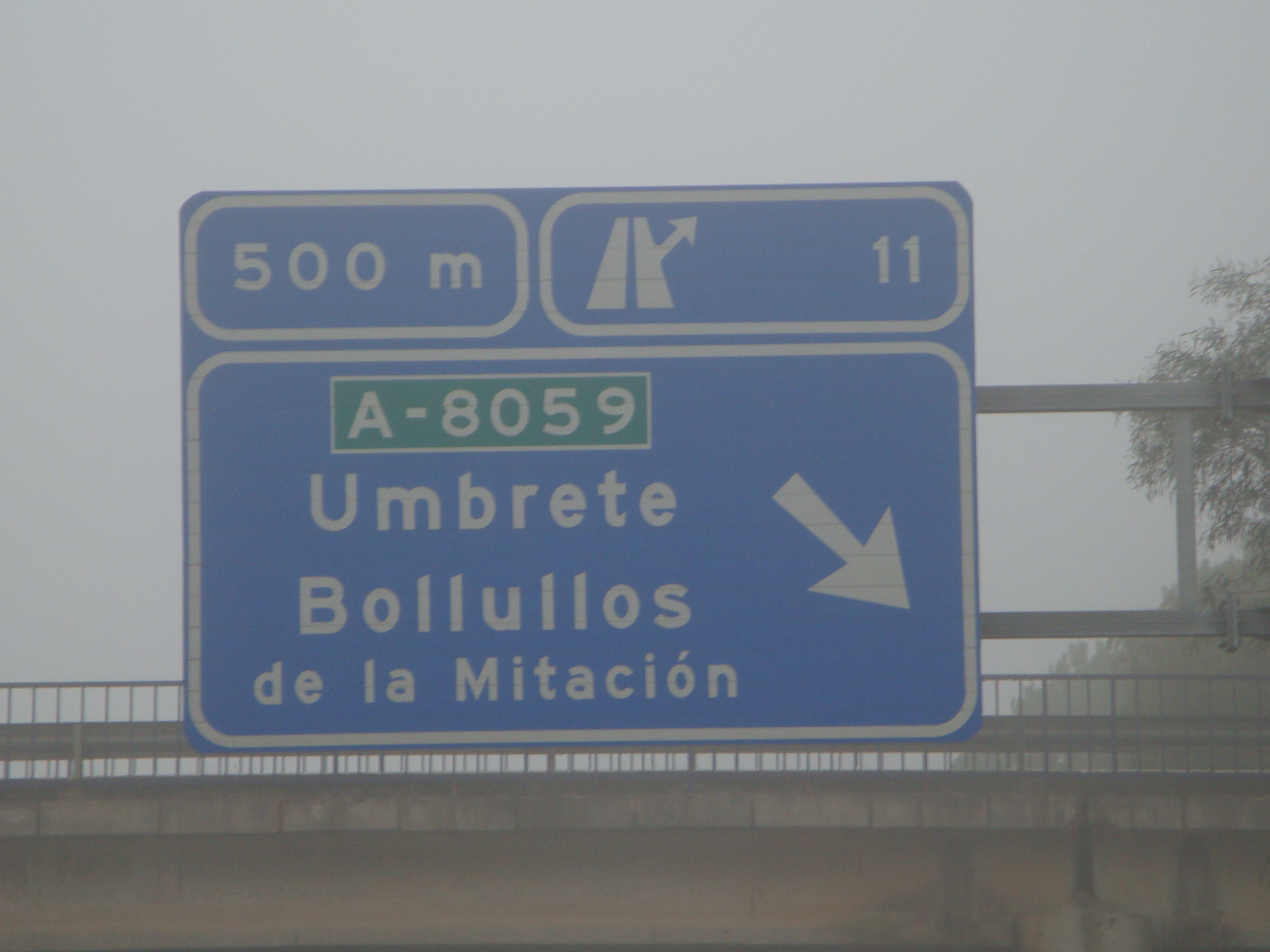
Señal de acceso a Umbrete desde autovía A-49

En las dos últimas décadas se ha duplicado la población residente en Umbrete, pero no así el número de puestos de trabajo en la localidad, por lo cual muchos de los residentes en Umbrete se trasladan diariamente a la capital y otras localidades de la comarca a realizar sus tareas profesionales. El medio de transporte más utilizado es el automóvil privado.
Regulación del tráfico urbano
El artículo 7 de la Ley sobre Tráfico, Circulación y Seguridad Vial aprobado por RDL 339/1990 atribuye a los municipios unas competencias suficientes para permitir, entre otras, la inmovilización de los vehículos, la ordenación y el control del tráfico y la regulación de sus usos.
Parque de vehículos de motor
Umbrete cuenta con un parque automovilístico con un ratio de un automóvil por cada 2,70 habitantes, que es inferior a la ratio de la provincia de Sevilla que es de 2,18 habitantes por automóvil, de acuerdo con los datos existentes en la base de datos del Anuario Económico de España 2009, publicado por La Caixa. En estos mismos datos se observa un elevado parque de camiones y furgonetas lo que indica un gran número de transportistas de mercancías autónomos o en pequeñas empresas o cooperativas y un importante trasiego de estos vehículos por la ciudad.
| Tipo de vehículo      | Cantidad |
| Automóviles           | 2.722    |
| Camiones y furgonetas | 528      |
| Otros vehículos       | 938      |
| Total                 | 4.188    |

Transporte de viajeros por carretera
Umbrete pertenece al Consorcio de Transporte Metropolitano del Área de Sevilla, que es una entidad de derecho público de carácter asociativo y dotada de personalidad jurídica. Este Consorcio tiene establecida una línea regular de viajeros en autocar de Umbrete a la estación de autobuses ubicada en plaza de Armas de Sevilla y hay otro servicio regular de viajeros mediante microbuses que conectan varios pueblos del Aljarafe. Asimismo hay concedida cuatro licencias de taxis.
Servicio de Taxi
En 2006 Umbrete se incluyó dentro del Área de Prestación Conjunta del taxi del Aljarafe, que englobó en su día 31 municipios. Dando lugar al servicio de Taxi Radio Aljarafe que llegó a tener 135 licencias de taxis que podían recoger pasajeros en cualquier pueblo. Actualmente Taxi Tomares sigue dando servicio 24 horas, pudiendo ahora también recoger pasajeros en cualquier municipio cercano.

## Servicios públicos
Para atender las necesidades domésticas y económicas, se suministran en el municipio diversos servicios públicos de tipo energético y ambiental.
- La electricidad es suministrada actualmente (2008) por la compañía Sevillana-Endesa. El consumo total de electricidad en 2006 fue de 18.186 kWh correspondiendo al residencial 12.758 kWh.[77]
- Para el suministro de los combustibles necesarios para los medios de transporte no existe ninguna gasolinera en la localidad. Para repostar combustible los usuarios tienen que desplazarse a las gasolineras de poblaciones cercanas de la comarca.
- No existen instalaciones de energía eólica pero sí hay bastantes viviendas unifamiliares con instalaciones de energía solar.
- El suministro de agua potable es gestionado por la empresa pública Aljarafesa de forma mancomunada con las demás poblaciones del Aljarafe. Las aguas residuales son tratadas en una depuradora.
- La gestión de los residuos sólidos urbanos de Umbrete la realiza la Mancomunidad para la Gestión de los R.S.U. Guadalquivir que tiene su sede en Sanlúcar la Mayor y cuyo objetivo es la eliminación y recogida de los desechos y residuos sólidos urbanos generados en los municipios que integran la mancomunidad del Aljarafe, de la cual Umbrete forma parte. Esta empresa tiene instalados varios "puntos ecológicos" con tres tipos de contenedores para el reciclaje de los residuos que se distinguen por su color: verde para vidrio; azul para papel y cartón; y amarillo para envases metálicos, plásticos, tetrabriks. También cuenta con un punto limpio en el cual hay varios contenedores para el reciclaje de otros productos como aceite, chatarra electrónica, baterías o pilas.

## Bienestar social

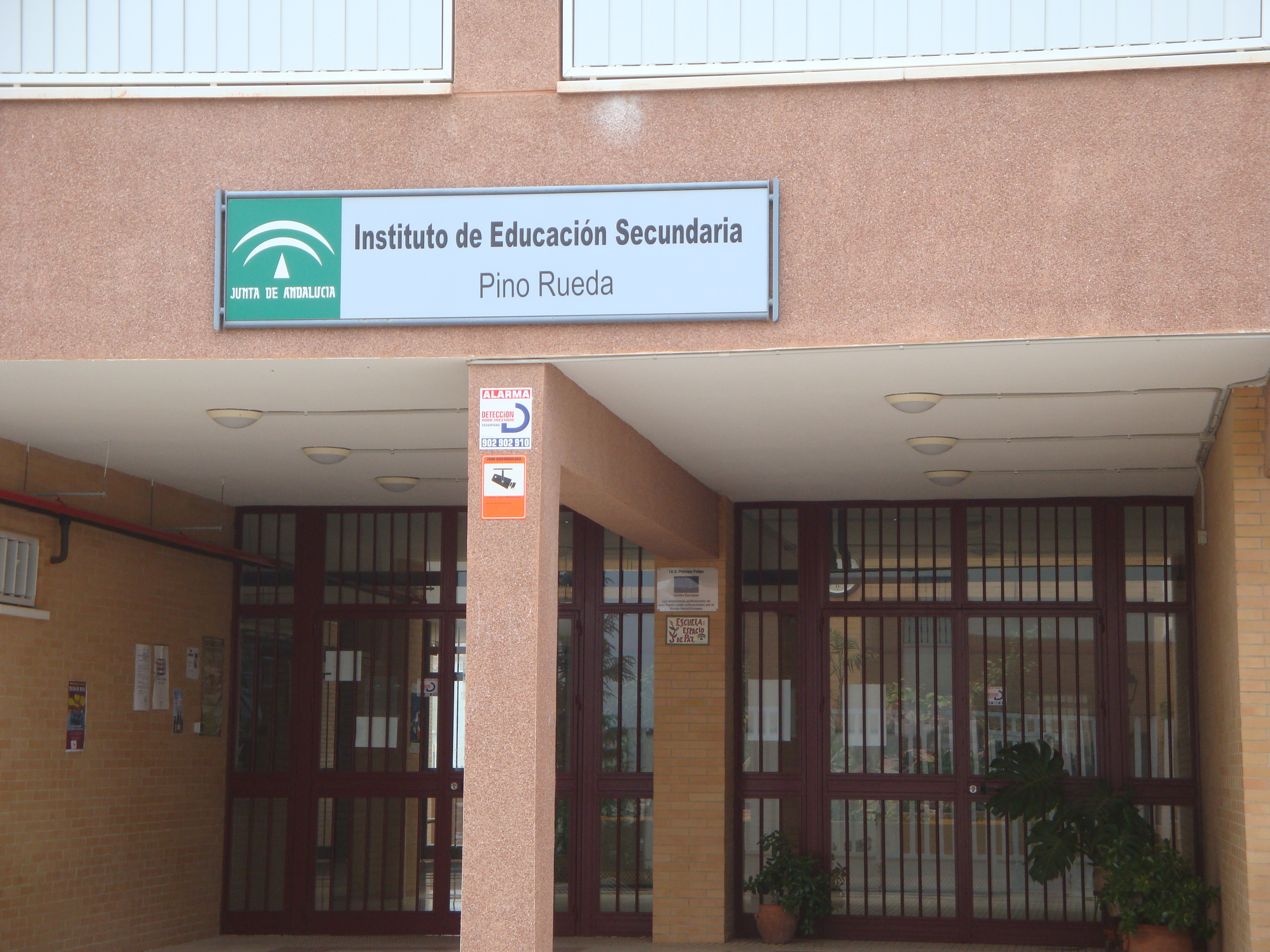
IES Pino Rueda (Umbrete)

### Educación
La infraestructura educativa en Umbrete consta de un colegio privado de Preescolar, un colegio de Educación Primaria donde estaban escolarizados en el curso 2006/2007 un total de 381 niños y dos institutos de Educación Secundaria donde había matriculados un total de 545 alumnos. Para estudiar bachillerato y ciclos de formación profesional los jóvenes se trasladan a otros institutos de la comarca, principalmente en Sanlúcar la Mayor, o a la capital Sevilla. También existe en la localidad un centro privado de estudios medios. Como educación no reglada figura la que se imparte en el centro cívico a distintos colectivos.

### Sanidad
Umbrete, pertenece al distrito sanitario del Aljarafe y cuenta con un centro de salud inaugurado en febrero de 2005 en el barrio de los Pintores, gestionado por el Servicio Andaluz de Salud (SAS) y en el que hay una plantilla de 4 médicos de familia y 3 enfermeros. Para las especialidades médicas y hospitalarias se derivan los pacientes al hospital concertado de San Juan de Dios de Bormujos o en otros casos al hospital Virgen del Rocío de Sevilla. Para dispensar los medicamentos necesarios para la población existe tres oficinas de farmacia en la localidad.
Desde la Delegación de Sanidad del Ayuntamiento se desarrollan iniciativas y campañas de prevención y promoción de la salud, así como proyectos de mejora de la calidad de vida de la comunidad.

### Servicios sociales
Los servicios sociales que se ofrecen en Umbrete incluyen la prestación de los servicios de protección, tutela y promoción social de personas o grupos de población más desfavorecida, tanto desde el ámbito local, de la comunidad autónoma o de entidades privadas benéficas, tales como Cáritas, Cruz Roja u otras ONG.
Los servicios sociales comunitarios están gestionados por el Área de Igualdad y Servicios Sociales del ayuntamiento y se ha creado un consejo local de servicios sociales para coordinar a todos los organismos que intervienen en esta Área. Los servicios sociales especializados atienden las necesidades más concretas y se dividen en la atención a los siguientes colectivos de población: tercera edad, discapacitados, infancia y familia, personas sin hogar, drogodependientes e inmigrantes.

## Deportes
Ciudad deportiva Manuel Ruiz Vargas

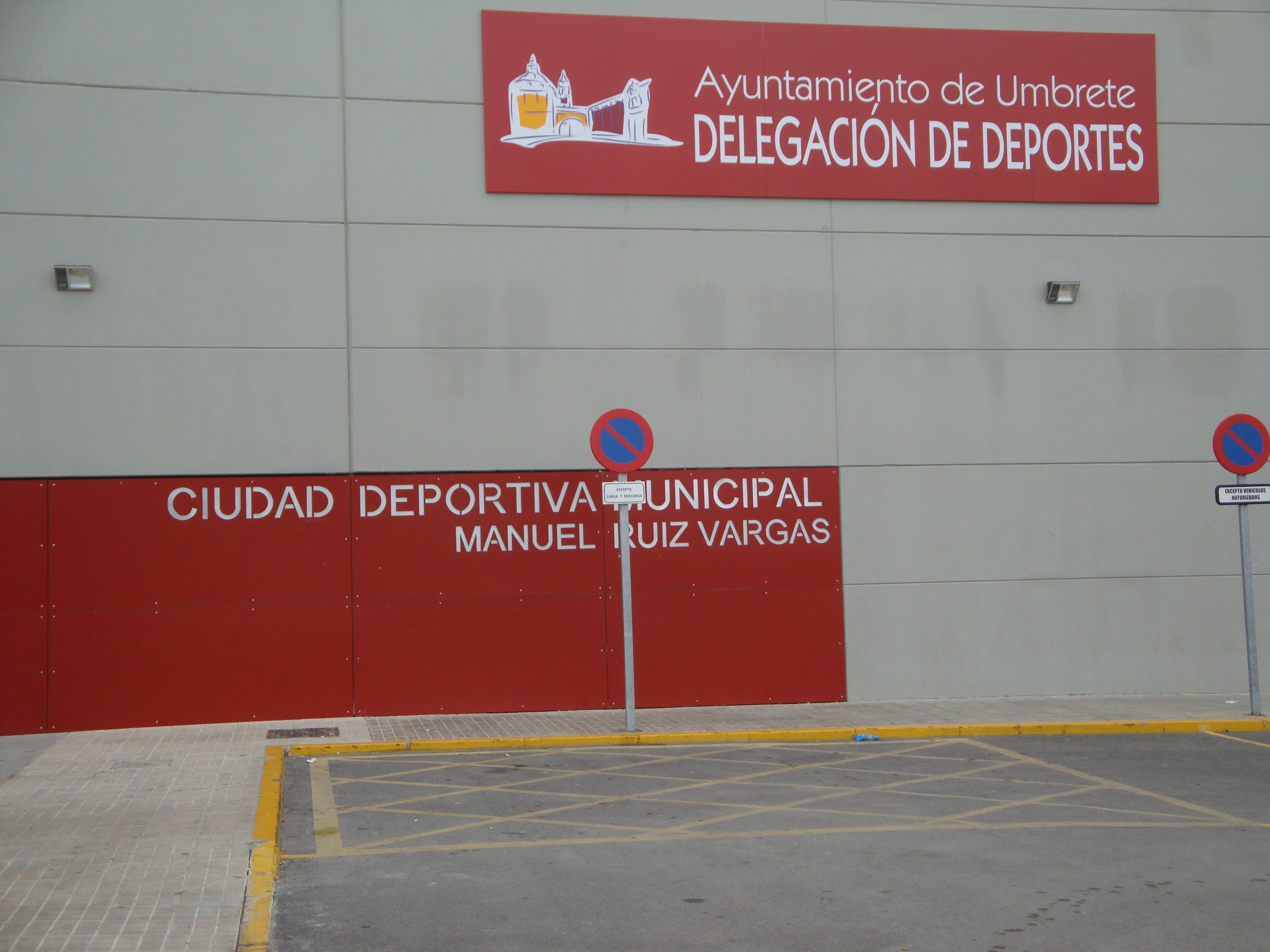
Ciudad deportiva de Umbrete Manuel Ruiz Vargas

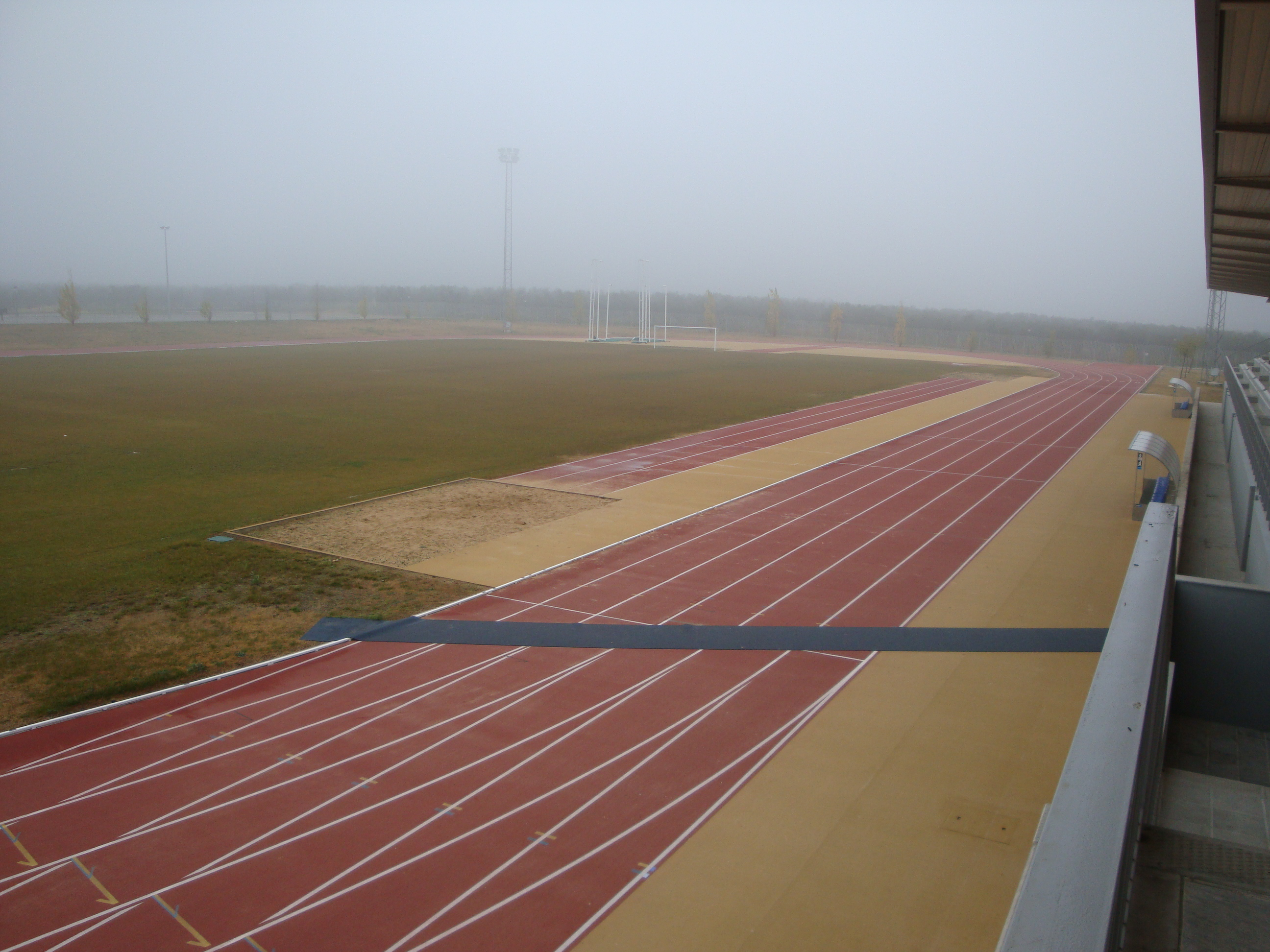
Instalaciones de atletismo.

Umbrete cuenta con nuevas y modernas instalaciones deportivas que tienen una superficie de 62 000 metros cuadrados, que las convierten en uno de los mayores complejos deportivos con carácter municipal de Andalucía. La ciudad deportiva lleva el nombre del umbreteño Manuel Ruiz Vargas, precursor del fútbol en el municipio. De sus instalaciones destacan:
- Pabellón cubierto con pista polideportiva y grada para más de 500 espectadores.
- Piscina de verano de 50 metros, más 3000 m² de zona verde y restaurante.
- 4 pistas de pádel, 2 de tenis y 3 polideportivas.
- Un campo de fútbol de césped natural.
- Una pista de atletismo de 6 calles y grada para más de 500 espectadores.
- Un campo de fútbol de césped artificial, grada para más de 500 espectadores.
- Piscina cubierta climatizada de 25×12 m.
- Gimnasio de 1200 m².

Entidades deportivas
En la localidad están constituidas las siguientes entidades deportivas que participan en los torneos y campeonatos de las categorías a las que pertenecen:
| - Umbrete Club de Fútbol - Club Baloncesto Umbrete - Club Femenino El Arco - Club de Pesca El Mochuelo - Club Deportivo de Columbicultura San Bartolomé - Club Deportivo Aljarafe Tracción Total | - Club Atletismo Umbrete - Sociedad de Cazadores Umbrete - Peña Sevillista Cultural Luis Cuervas-San Bartolomé - Peña Bética Cultural El Arco-Rafael Villa - Racing Sport Motos |